# Stramenopila
Stramenopila (Straminipila, Stramenopiles, též Heterokonta či Heterokontophyta v širším smyslu) je infraříše eukaryotické superskupiny Sar (v systému dle Adla a kol.) resp. podříše Harosa (synonymum pro Sar v systému dle Cavaliera-Smithe). Jedná se o značně heterogenní skupinu, někteří zástupci jsou mnohobuněční, jiní jednobuněční. Všechny však spojují dva tzv. heterokontní bičíky určitých životních stádií těchto organismů: jeden z nich je holý, druhý však rozvětvený v trojdílné mastigonemy.
Mnoho stramenopil obsahuje plastidy získané sekundární endosymbiotickou událostí u jejich společného předka a díky tomu mohou fotosyntetizovat; fotosyntetizující stramenopila tvoří podle posledních fylogenetických analýz přirozenou skupinu Ochrophyta (syn. Heterokontophyta v užším smyslu). Jiné linie však následně tyto plastidy ztratily, jako například řasovky (Oomycetes), které byly původně řazeny mezi houby.

## Klasifikace
Vzhledem k rozmanitosti a dosud plně nevyjasněným příbuzenským vztahům není klasifikace této skupiny ustálená. Mnoho zástupců a vývojových linií je známo pouze z molekulárních analýz mořských environmentálních vzorků (tzv. linie MAST, z angl. MArine STramenopiles), aniž by byl kultivován a popsán příslušný jedinec. Navíc stále dochází k objevům nových skupin – v r. 2015 to byla například skupina Platysulcidae, v r. 2020 třída Phaeosacciophyceae. Nejčastěji se lze setkat s následujícími dvěma systémy:

### Systém Siny M. Adla
Systém Siny M. Adla se vyznačuje volným členěním (bez specifikace taxonomických úrovní jako kmen, třída či řád), přičemž směšuje na stejné úrovni různé taxonomické úrovně (namísto monotypických taxonů uvádí rovnou taxon podřízený). Stramenopila jsou (pod názvem Stramenopiles) součástí superskupiny Sar, která náleží k hlavní vývojové eukaryotní větvi Diaphoretickes. Synonyma jsou uvedena v hranatých závorkách; skupiny, u kterých se sice předpokládá monofylie, ale jejich potenciální nepřirozenost není dosud spolehlivě vyloučena, jsou označeny (P); formálně nepopsané environmentální vzorky nejsou uvedeny.
Stramenopiles Patterson 1989, emend. Adl et al. 2005 [Heterokonta Cavalier-Smith, 1981 stat. n. 2017]
- Incertae sedis Stramenopiles: Platysulcus Shiratori, Nakayama & Ishida 2015[2]
- Bigyra Cavalier-Smith 1998 emend. 2006
  - Opalozoa Cavalier Smith 1991 emend. 2006
    - Nanomonadea Cavalier-Smith 2012 [linie environmentálních vzorků MAST-3 Massana et al. 2014]
    - Opalinata Wenyon 1926, emend. Cavalier-Smith 1997 [Slopalinida Patterson 1985]
      - Proteromonadea Grasse 1952 (P)
      - Opalinea Wenyon 1926 – opalinky
      - Blastocystis Alexeev 1911

    - Placidida Moriya et al. 2002
    - Bicosoecida Grasse 1926, emend. Karpov 1998

  - Sagenista Cavalier-Smith 1995
    - Labyrinthulomycetes Dick 2001 [Labyrinthulea (Lister, 1891) Olive ex Cavalier-Smith, 1986] – labyrintuly
      - Amphitremida Poche 1913 emend. Gomaa et al. 2003
      - Amphifilida Cavalier-Smith 2012
      - Oblongichytrida Bennett et al. 2017
      - Labyrinthulida Doffein 1901
      - Thraustochytrida Sparrow 1943

    - Pseudophyllomitidae Shiratori et al. 2016 [linie environmentálních vzorků MAST-6 Massana et al. 2014]
- Gyrista Cavalier-Smith 1998
  - Developea Karpov & Aleoshin 2016
  - Hyphochytriales Sparrow 1960
    - Anisolpidiaceae Karling 1943, emend. Dick 2001
    - Hyphochytrium Karling 1939 [Hyphochytridiomycetaceae Fischer 1892, emend. Karling 1939]
    - Rhizidiomycetaceae Karling 1943

  - Peronosporomycetes Dick 2001 [Oomycetes Winter 1897, emend. Dick 1976] – řasovky, oomycety
    - „Saprolegniální linie“ Lara in Adl et al. 2019
    - „Peronosporální linie“ Lara in Adl et al. 2019

  - Pirsoniales Cavalier-Smith 1998 emend. 2006
  - Actinophryidae Claus 1874, emend. Hartmann 1926
  - Ochrophyta Cavalier-Smith 1986 emend. Cavalier-Smith & Chao 1996 – hnědé řasy v širším smyslu
    - Chrysista Cavalier-Smith 1986
      - Incertae sedis Chrysista: linie environmentálních vzorků Synchromophyceae Horn & Wilhelm 2007, Chrysomerophyceae Cavalier-Smith 1995,  Picophagus Guillou & Chrétiennot-Dinet, 1999, Chrysowaernella Gayral & Lepailleur, 1977[pozn. 1], Aurearena Kai, Yoshii, Nakayama & Inouye 2008[pozn. 2]; sem zatím patří i nově popsaná skupina Phaeosacciophyceae R.A.Andersen, L.Graf & H.S.Yoon 2020[3],
      - Chrysophyceae Pascher 1914 – zlativky
      - Eustigmatales Hibberd 1981
      - Phaeophyceae Hansgirg 1886 [Phaeophyceae Kjellman 1891, Phaeophyceae Pfitzer 1894] – hnědé řasy v užším smyslu, chaluhy v širším smyslu
      - Phaeothamniophyceae Andersen & Bailey in Bailey et al. 1998
      - Raphidophyceae Chadefaud 1950, emend. Silva 1980 – chloromonády
      - Schizocladia Henry et al. in Kawai et al. 2003 [Schizocladales Kawai et al. 2003]
      - Xanthophyceae Allorge 1930, emend. Fritsch 1935 [Heterokontae Luther 1899; Heteromonadea Leedale 1983; Xanthophyta Hibberd 1990] – různobrvky

    - Diatomista Derelle et al. 2016 emend. Cavalier-Smith 2017
      - Bolidophyceae Guillou et al. 1999 [Parmales Booth & Marchant 1987]
      - Diatomeae Dumortier 1821 [=Bacillariophyta Haeckel, 1878] – rozsivky
      - Dictyochophyceae Silva 1980
      - Olisthodiscophyceae Barcytė, Eikrem & M.Eliáš 2021[4][5]
      - Pelagophyceae Andersen & Saunders 1993
      - Pinguiophyceae Kawachi et al. 2003

### Systém T. Cavaliera-Smithe
Systém T. Cavaliera-Smithe zachovává tradiční taxonomické úrovně. Stramenopila jsou (pod názvem Heterokonta) nadkmenem infraříše Halvaria podříše Harosa, která náleží k eukaryotní říši Chromista.
Nadkmen Heterokonta Cavalier-Smith, 1981 stat. n. 2018 [=Stramenopiles Patterson 1989, emend. Adl et al. 2005]
- Kmen Gyrista Cavalier-Smith, 1998 stat. n. Cavalier-Smith, 2018
  - Podkmen Ochrophytina Cavalier-Smith, 1986 – hnědé řasy v širším smyslu, zastarale barevné řasy (v užším smyslu)
    - Infrakmen Chrysista Cavalier-Smith, 1991
      - Nadtřída Limnistia Cavalier-Smith, 1996 emend. 2006
        - Třída Eustigmatophyceae Hibberd & Leedale, 1971
        - Třída Chrysomonadea Saville-Kent, 1881 stat. n. Pascher, 1910 emend. auct. Cavalier-Smith, 2018 [=Chrysophyceae] – zlativky
        - Třída Picophagea Cavalier-Smith, 2006 em. 2018 [=Synchromophyceae Horn et al., 2007]

      - Nadtřída Raphidoistia Cavalier-Smith, 1986 orth. mut. 2006
        - Třída Raphidomonadea Chadefaud ex Silva, 1980

      - Nadtřída Fucistia Cavalier-Smith, 1995
        - Třída Chrysomerophyceae Cavalier-Smith in Cavalier-Smith et al., 1995
        - Třída Xanthophyceae Allorge ex Fritsch, 1935 – různobrvky
        - Třída Aurophyceae Cavalier-Smith in Cavalier-Smith & Scoble, 2013
        - Třída Phaeophyceae Kjellman, 1891 – hnědé řasy v užším smyslu, chaluhy v širším smyslu

    - Infrakmen Diatomista Derelle et al. ex Cavalier-Smith, 2018
      - Nadtřída Hypogyrista Cavalier-Smith, 1995 stat. n. 2006
        - Třída Dictyochophyceae Silva, 1980
        - Třída Olisthodiscophyceae Barcytė, Eikrem & M.Eliáš, 2021[4][5]
        - Třída Pinguiophyceae Kawachi et al., 2002

      - Nadtřída Khakista Cavalier-Smith, 2000 stat. n. 2018
        - Třída Bolidophyceae Guillou & Chretiennot-Dinet, 1999
        - Třída Diatomeae Dumortier, 1822 stat. n. auct. Cavalier-Smith, 2018 [=Bacillariophyceae] – rozsivky

  - Podkmen Bigyromonada Cavalier-Smith, 1998 (P)
    - Třída Developea Aleoshin et al. 2016 ex Cavalier-Smith, 2018 [Biyromonadea Cavalier-Smith (1997) not valid]
    - Třída Pirsonea Cavalier-Smith, 2018

  - Podkmen Pseudofungi Cavalier-Smith, 1986
    - Třída Oomycetes Winter in Rabenhorst, 1879 – řasovky, oomycety
    - Třída Hyphochytrea Cavalier-Smith, 1986
- Kmen Bigyra Cavalier-Smith, 1998 em. 2006
  - Podkmen Opalozoa Cavalier-Smith, 1991 em., stat. n. 2006
    - Infrakmen Placidozoa Cavalier-Smith in Cavalier-Smith & Scoble, 2013
      - Nadtřída Wobblata Cavalier-Smith in Cavalier-Smith & Chao, 2006 stat. n. 2013
        - Třída Placididea Moriya et al., 2002
        - Třída Nanomonadea Cavalier-Smith in Cavalier-Smith & Scoble, 2013
        - Třída Opalomonadea Cavalier-Smith in Cavalier-Smith & Scoble, 2013 [=MAST-12]

      - Nadtřída Opalinata Wenyon, 1926 em. Cavalier-Smith, 2006 stat. n. 2013
        - Třída Opalinea Wenyon, 1926 stat. n. Cavalier-Smith, 1993 em. 2013 – opalinky
        - Třída Blastocystea Zierdt, 1978

    - Infrakmen Bikosia Cavalier-Smith, 2018
      - Třída Bikosea Cavalier-Smith, 1986 (jakožto Bicosoecea), orth. em. 2013

  - Podkmen Sagenista Cavalier-Smith, 1995 stat. n. 2006
    - Třída Eogyrea Cavalier-Smith, 2018 (MAST-4, MAST-6, MAST-7-11)
    - Třída Labyrinthulea  (Lister, 1891) Olive ex Cavalier-Smith, 1986 – labyrintuly

  - Bigyra incertae sedis:
    - Třída Platysulcea Cavalier-Smith, 2018

Na systému Cavaliera-Smithe je založen i drobně modifikovaný systém Světového registru mořských druhů (WoRMS).

### Fylogenetické vztahy
Thomas Cavalier-Smith se v r. 2006 pokusil o novou klasifikaci, založenou na fylogenetických analýzách. Vyčlenil fotosyntetizující Stramenopila do samostatného kmene Ochrophyta a zbytek rozdělil do kmenů Pseudofungi a Bigyra. Novější fylogenetické analýzy potvrzují monofylii skupiny Ochrophyta, kmeny Pseudofungi a Bigyra a mnohé jejich dílčí podskupiny dle Cavaliera-Smithe, stejně jako některé jím nově zavedené třídy Ochrophyt (Picophagea, Hypogyristea) však dostatečnou podporu nemají. V podříši Ochrophyta byla potvrzena většina tříd, které uváděl již Adl. Rozpadly se Actinophryidae (část je v Dictyochophyceae), Chrysophyceae a Synurophyceae tvoří dohromady monofyletickou skupinu, samostatně však jsou parafyletické, také Chrysomerophyceae jsou ve skutečnosti dva klady příslušné odlišným vývojovým větvím. Nově byly naopak zavedeny třídy Aurearenophyceae a Synchromophyceae Ukázalo se, že Ochrophyta jsou tvořena třemi přirozenými vývojovými liniemi: jedna odpovídá dříve zavedené skupině Khakista (i když značně zredukované, pravděpodobně bez Dictyochophyceae a Pelagophyceae) a obsahuje např. rozsivky, druhá zahrnuje např. zlativky, třetí přibližně odpovídá dříve zavedené skupině Fucistia a obsahuje např. chaluhy a různobrvky.
Současné (1. pol. r. 2015) fylogenetické vztahy mezi nefotosyntetizujícími skupinami jakož i mezi třídami Ochrophyt zobrazuje následující fylogenetický strom (neuvedeny nekultivované linie z environmentálních vzorků):

|  | Blastocystea                                                           |
|  |                                                                        |
|  | \| \| Proteromonadea \| \| \| \| \| \| Opalinea=Slopalinea \| \| \| \| |
|  |                                                                        |
|  | Proteromonadea                                                         |
|  |                                                                        |
|  | Opalinea=Slopalinea                                                    |
|  |                                                                        |

|  | Proteromonadea      |
|  |                     |
|  | Opalinea=Slopalinea |
|  |                     |

|  | Blastocystea                                                           |
|  |                                                                        |
|  | \| \| Proteromonadea \| \| \| \| \| \| Opalinea=Slopalinea \| \| \| \| |
|  |                                                                        |
|  | Proteromonadea                                                         |
|  |                                                                        |
|  | Opalinea=Slopalinea                                                    |
|  |                                                                        |

|  | Proteromonadea      |
|  |                     |
|  | Opalinea=Slopalinea |
|  |                     |

|  | Blastocystea                                                           |
|  |                                                                        |
|  | \| \| Proteromonadea \| \| \| \| \| \| Opalinea=Slopalinea \| \| \| \| |
|  |                                                                        |
|  | Proteromonadea                                                         |
|  |                                                                        |
|  | Opalinea=Slopalinea                                                    |
|  |                                                                        |

|  | Proteromonadea      |
|  |                     |
|  | Opalinea=Slopalinea |
|  |                     |

|  | Blastocystea                                                           |
|  |                                                                        |
|  | \| \| Proteromonadea \| \| \| \| \| \| Opalinea=Slopalinea \| \| \| \| |
|  |                                                                        |
|  | Proteromonadea                                                         |
|  |                                                                        |
|  | Opalinea=Slopalinea                                                    |
|  |                                                                        |

|  | Proteromonadea      |
|  |                     |
|  | Opalinea=Slopalinea |
|  |                     |

|            | Hyphochytrea                                                 |
|            |                                                              |
|            | \| \| Pirsonida \| \| \| \| \| Ochrophyta \| ► \| \| \| ► \| |
|            |                                                              |
|            | Pirsonida                                                    |
|            |                                                              |
| Ochrophyta | ►                                                            |
|            | ►                                                            |

|            | Pirsonida |
|            |           |
| Ochrophyta | ►         |
|            | ►         |

|            | Hyphochytrea                                                 |
|            |                                                              |
|            | \| \| Pirsonida \| \| \| \| \| Ochrophyta \| ► \| \| \| ► \| |
|            |                                                              |
|            | Pirsonida                                                    |
|            |                                                              |
| Ochrophyta | ►                                                            |
|            | ►                                                            |

|            | Pirsonida |
|            |           |
| Ochrophyta | ►         |
|            | ►         |

|            | Hyphochytrea                                                 |
|            |                                                              |
|            | \| \| Pirsonida \| \| \| \| \| Ochrophyta \| ► \| \| \| ► \| |
|            |                                                              |
|            | Pirsonida                                                    |
|            |                                                              |
| Ochrophyta | ►                                                            |
|            | ►                                                            |

|            | Pirsonida |
|            |           |
| Ochrophyta | ►         |
|            | ►         |

|            | Hyphochytrea                                                 |
|            |                                                              |
|            | \| \| Pirsonida \| \| \| \| \| Ochrophyta \| ► \| \| \| ► \| |
|            |                                                              |
|            | Pirsonida                                                    |
|            |                                                              |
| Ochrophyta | ►                                                            |
|            | ►                                                            |

|            | Pirsonida |
|            |           |
| Ochrophyta | ►         |
|            | ►         |

|  | Blastocystea                                                           |
|  |                                                                        |
|  | \| \| Proteromonadea \| \| \| \| \| \| Opalinea=Slopalinea \| \| \| \| |
|  |                                                                        |
|  | Proteromonadea                                                         |
|  |                                                                        |
|  | Opalinea=Slopalinea                                                    |
|  |                                                                        |

|  | Proteromonadea      |
|  |                     |
|  | Opalinea=Slopalinea |
|  |                     |

|  | Blastocystea                                                           |
|  |                                                                        |
|  | \| \| Proteromonadea \| \| \| \| \| \| Opalinea=Slopalinea \| \| \| \| |
|  |                                                                        |
|  | Proteromonadea                                                         |
|  |                                                                        |
|  | Opalinea=Slopalinea                                                    |
|  |                                                                        |

|  | Proteromonadea      |
|  |                     |
|  | Opalinea=Slopalinea |
|  |                     |

|  | Blastocystea                                                           |
|  |                                                                        |
|  | \| \| Proteromonadea \| \| \| \| \| \| Opalinea=Slopalinea \| \| \| \| |
|  |                                                                        |
|  | Proteromonadea                                                         |
|  |                                                                        |
|  | Opalinea=Slopalinea                                                    |
|  |                                                                        |

|  | Proteromonadea      |
|  |                     |
|  | Opalinea=Slopalinea |
|  |                     |

|  | Blastocystea                                                           |
|  |                                                                        |
|  | \| \| Proteromonadea \| \| \| \| \| \| Opalinea=Slopalinea \| \| \| \| |
|  |                                                                        |
|  | Proteromonadea                                                         |
|  |                                                                        |
|  | Opalinea=Slopalinea                                                    |
|  |                                                                        |

|  | Proteromonadea      |
|  |                     |
|  | Opalinea=Slopalinea |
|  |                     |

|            | Hyphochytrea                                                 |
|            |                                                              |
|            | \| \| Pirsonida \| \| \| \| \| Ochrophyta \| ► \| \| \| ► \| |
|            |                                                              |
|            | Pirsonida                                                    |
|            |                                                              |
| Ochrophyta | ►                                                            |
|            | ►                                                            |

|            | Pirsonida |
|            |           |
| Ochrophyta | ►         |
|            | ►         |

|            | Hyphochytrea                                                 |
|            |                                                              |
|            | \| \| Pirsonida \| \| \| \| \| Ochrophyta \| ► \| \| \| ► \| |
|            |                                                              |
|            | Pirsonida                                                    |
|            |                                                              |
| Ochrophyta | ►                                                            |
|            | ►                                                            |

|            | Pirsonida |
|            |           |
| Ochrophyta | ►         |
|            | ►         |

|            | Hyphochytrea                                                 |
|            |                                                              |
|            | \| \| Pirsonida \| \| \| \| \| Ochrophyta \| ► \| \| \| ► \| |
|            |                                                              |
|            | Pirsonida                                                    |
|            |                                                              |
| Ochrophyta | ►                                                            |
|            | ►                                                            |

|            | Pirsonida |
|            |           |
| Ochrophyta | ►         |
|            | ►         |

|            | Hyphochytrea                                                 |
|            |                                                              |
|            | \| \| Pirsonida \| \| \| \| \| Ochrophyta \| ► \| \| \| ► \| |
|            |                                                              |
|            | Pirsonida                                                    |
|            |                                                              |
| Ochrophyta | ►                                                            |
|            | ►                                                            |

|            | Pirsonida |
|            |           |
| Ochrophyta | ►         |
|            | ►         |

|  | Blastocystea                                                           |
|  |                                                                        |
|  | \| \| Proteromonadea \| \| \| \| \| \| Opalinea=Slopalinea \| \| \| \| |
|  |                                                                        |
|  | Proteromonadea                                                         |
|  |                                                                        |
|  | Opalinea=Slopalinea                                                    |
|  |                                                                        |

|  | Proteromonadea      |
|  |                     |
|  | Opalinea=Slopalinea |
|  |                     |

|  | Blastocystea                                                           |
|  |                                                                        |
|  | \| \| Proteromonadea \| \| \| \| \| \| Opalinea=Slopalinea \| \| \| \| |
|  |                                                                        |
|  | Proteromonadea                                                         |
|  |                                                                        |
|  | Opalinea=Slopalinea                                                    |
|  |                                                                        |

|  | Proteromonadea      |
|  |                     |
|  | Opalinea=Slopalinea |
|  |                     |

|  | Blastocystea                                                           |
|  |                                                                        |
|  | \| \| Proteromonadea \| \| \| \| \| \| Opalinea=Slopalinea \| \| \| \| |
|  |                                                                        |
|  | Proteromonadea                                                         |
|  |                                                                        |
|  | Opalinea=Slopalinea                                                    |
|  |                                                                        |

|  | Proteromonadea      |
|  |                     |
|  | Opalinea=Slopalinea |
|  |                     |

|  | Blastocystea                                                           |
|  |                                                                        |
|  | \| \| Proteromonadea \| \| \| \| \| \| Opalinea=Slopalinea \| \| \| \| |
|  |                                                                        |
|  | Proteromonadea                                                         |
|  |                                                                        |
|  | Opalinea=Slopalinea                                                    |
|  |                                                                        |

|  | Proteromonadea      |
|  |                     |
|  | Opalinea=Slopalinea |
|  |                     |

|            | Hyphochytrea                                                 |
|            |                                                              |
|            | \| \| Pirsonida \| \| \| \| \| Ochrophyta \| ► \| \| \| ► \| |
|            |                                                              |
|            | Pirsonida                                                    |
|            |                                                              |
| Ochrophyta | ►                                                            |
|            | ►                                                            |

|            | Pirsonida |
|            |           |
| Ochrophyta | ►         |
|            | ►         |

|            | Hyphochytrea                                                 |
|            |                                                              |
|            | \| \| Pirsonida \| \| \| \| \| Ochrophyta \| ► \| \| \| ► \| |
|            |                                                              |
|            | Pirsonida                                                    |
|            |                                                              |
| Ochrophyta | ►                                                            |
|            | ►                                                            |

|            | Pirsonida |
|            |           |
| Ochrophyta | ►         |
|            | ►         |

|            | Hyphochytrea                                                 |
|            |                                                              |
|            | \| \| Pirsonida \| \| \| \| \| Ochrophyta \| ► \| \| \| ► \| |
|            |                                                              |
|            | Pirsonida                                                    |
|            |                                                              |
| Ochrophyta | ►                                                            |
|            | ►                                                            |

|            | Pirsonida |
|            |           |
| Ochrophyta | ►         |
|            | ►         |

|            | Hyphochytrea                                                 |
|            |                                                              |
|            | \| \| Pirsonida \| \| \| \| \| Ochrophyta \| ► \| \| \| ► \| |
|            |                                                              |
|            | Pirsonida                                                    |
|            |                                                              |
| Ochrophyta | ►                                                            |
|            | ►                                                            |

|            | Pirsonida |
|            |           |
| Ochrophyta | ►         |
|            | ►         |

|  | Blastocystea                                                           |
|  |                                                                        |
|  | \| \| Proteromonadea \| \| \| \| \| \| Opalinea=Slopalinea \| \| \| \| |
|  |                                                                        |
|  | Proteromonadea                                                         |
|  |                                                                        |
|  | Opalinea=Slopalinea                                                    |
|  |                                                                        |

|  | Proteromonadea      |
|  |                     |
|  | Opalinea=Slopalinea |
|  |                     |

|  | Blastocystea                                                           |
|  |                                                                        |
|  | \| \| Proteromonadea \| \| \| \| \| \| Opalinea=Slopalinea \| \| \| \| |
|  |                                                                        |
|  | Proteromonadea                                                         |
|  |                                                                        |
|  | Opalinea=Slopalinea                                                    |
|  |                                                                        |

|  | Proteromonadea      |
|  |                     |
|  | Opalinea=Slopalinea |
|  |                     |

|  | Blastocystea                                                           |
|  |                                                                        |
|  | \| \| Proteromonadea \| \| \| \| \| \| Opalinea=Slopalinea \| \| \| \| |
|  |                                                                        |
|  | Proteromonadea                                                         |
|  |                                                                        |
|  | Opalinea=Slopalinea                                                    |
|  |                                                                        |

|  | Proteromonadea      |
|  |                     |
|  | Opalinea=Slopalinea |
|  |                     |

|  | Blastocystea                                                           |
|  |                                                                        |
|  | \| \| Proteromonadea \| \| \| \| \| \| Opalinea=Slopalinea \| \| \| \| |
|  |                                                                        |
|  | Proteromonadea                                                         |
|  |                                                                        |
|  | Opalinea=Slopalinea                                                    |
|  |                                                                        |

|  | Proteromonadea      |
|  |                     |
|  | Opalinea=Slopalinea |
|  |                     |

|            | Hyphochytrea                                                 |
|            |                                                              |
|            | \| \| Pirsonida \| \| \| \| \| Ochrophyta \| ► \| \| \| ► \| |
|            |                                                              |
|            | Pirsonida                                                    |
|            |                                                              |
| Ochrophyta | ►                                                            |
|            | ►                                                            |

|            | Pirsonida |
|            |           |
| Ochrophyta | ►         |
|            | ►         |

|            | Hyphochytrea                                                 |
|            |                                                              |
|            | \| \| Pirsonida \| \| \| \| \| Ochrophyta \| ► \| \| \| ► \| |
|            |                                                              |
|            | Pirsonida                                                    |
|            |                                                              |
| Ochrophyta | ►                                                            |
|            | ►                                                            |

|            | Pirsonida |
|            |           |
| Ochrophyta | ►         |
|            | ►         |

|            | Hyphochytrea                                                 |
|            |                                                              |
|            | \| \| Pirsonida \| \| \| \| \| Ochrophyta \| ► \| \| \| ► \| |
|            |                                                              |
|            | Pirsonida                                                    |
|            |                                                              |
| Ochrophyta | ►                                                            |
|            | ►                                                            |

|            | Pirsonida |
|            |           |
| Ochrophyta | ►         |
|            | ►         |

|            | Hyphochytrea                                                 |
|            |                                                              |
|            | \| \| Pirsonida \| \| \| \| \| Ochrophyta \| ► \| \| \| ► \| |
|            |                                                              |
|            | Pirsonida                                                    |
|            |                                                              |
| Ochrophyta | ►                                                            |
|            | ►                                                            |

|            | Pirsonida |
|            |           |
| Ochrophyta | ►         |
|            | ►         |

|  | Blastocystea                                                           |
|  |                                                                        |
|  | \| \| Proteromonadea \| \| \| \| \| \| Opalinea=Slopalinea \| \| \| \| |
|  |                                                                        |
|  | Proteromonadea                                                         |
|  |                                                                        |
|  | Opalinea=Slopalinea                                                    |
|  |                                                                        |

|  | Proteromonadea      |
|  |                     |
|  | Opalinea=Slopalinea |
|  |                     |

|  | Blastocystea                                                           |
|  |                                                                        |
|  | \| \| Proteromonadea \| \| \| \| \| \| Opalinea=Slopalinea \| \| \| \| |
|  |                                                                        |
|  | Proteromonadea                                                         |
|  |                                                                        |
|  | Opalinea=Slopalinea                                                    |
|  |                                                                        |

|  | Proteromonadea      |
|  |                     |
|  | Opalinea=Slopalinea |
|  |                     |

|  | Blastocystea                                                           |
|  |                                                                        |
|  | \| \| Proteromonadea \| \| \| \| \| \| Opalinea=Slopalinea \| \| \| \| |
|  |                                                                        |
|  | Proteromonadea                                                         |
|  |                                                                        |
|  | Opalinea=Slopalinea                                                    |
|  |                                                                        |

|  | Proteromonadea      |
|  |                     |
|  | Opalinea=Slopalinea |
|  |                     |

|  | Blastocystea                                                           |
|  |                                                                        |
|  | \| \| Proteromonadea \| \| \| \| \| \| Opalinea=Slopalinea \| \| \| \| |
|  |                                                                        |
|  | Proteromonadea                                                         |
|  |                                                                        |
|  | Opalinea=Slopalinea                                                    |
|  |                                                                        |

|  | Proteromonadea      |
|  |                     |
|  | Opalinea=Slopalinea |
|  |                     |

|            | Hyphochytrea                                                 |
|            |                                                              |
|            | \| \| Pirsonida \| \| \| \| \| Ochrophyta \| ► \| \| \| ► \| |
|            |                                                              |
|            | Pirsonida                                                    |
|            |                                                              |
| Ochrophyta | ►                                                            |
|            | ►                                                            |

|            | Pirsonida |
|            |           |
| Ochrophyta | ►         |
|            | ►         |

|            | Hyphochytrea                                                 |
|            |                                                              |
|            | \| \| Pirsonida \| \| \| \| \| Ochrophyta \| ► \| \| \| ► \| |
|            |                                                              |
|            | Pirsonida                                                    |
|            |                                                              |
| Ochrophyta | ►                                                            |
|            | ►                                                            |

|            | Pirsonida |
|            |           |
| Ochrophyta | ►         |
|            | ►         |

|            | Hyphochytrea                                                 |
|            |                                                              |
|            | \| \| Pirsonida \| \| \| \| \| Ochrophyta \| ► \| \| \| ► \| |
|            |                                                              |
|            | Pirsonida                                                    |
|            |                                                              |
| Ochrophyta | ►                                                            |
|            | ►                                                            |

|            | Pirsonida |
|            |           |
| Ochrophyta | ►         |
|            | ►         |

|            | Hyphochytrea                                                 |
|            |                                                              |
|            | \| \| Pirsonida \| \| \| \| \| Ochrophyta \| ► \| \| \| ► \| |
|            |                                                              |
|            | Pirsonida                                                    |
|            |                                                              |
| Ochrophyta | ►                                                            |
|            | ►                                                            |

|            | Pirsonida |
|            |           |
| Ochrophyta | ►         |
|            | ►         |

|  | Blastocystea                                                           |
|  |                                                                        |
|  | \| \| Proteromonadea \| \| \| \| \| \| Opalinea=Slopalinea \| \| \| \| |
|  |                                                                        |
|  | Proteromonadea                                                         |
|  |                                                                        |
|  | Opalinea=Slopalinea                                                    |
|  |                                                                        |

|  | Proteromonadea      |
|  |                     |
|  | Opalinea=Slopalinea |
|  |                     |

|  | Blastocystea                                                           |
|  |                                                                        |
|  | \| \| Proteromonadea \| \| \| \| \| \| Opalinea=Slopalinea \| \| \| \| |
|  |                                                                        |
|  | Proteromonadea                                                         |
|  |                                                                        |
|  | Opalinea=Slopalinea                                                    |
|  |                                                                        |

|  | Proteromonadea      |
|  |                     |
|  | Opalinea=Slopalinea |
|  |                     |

|  | Blastocystea                                                           |
|  |                                                                        |
|  | \| \| Proteromonadea \| \| \| \| \| \| Opalinea=Slopalinea \| \| \| \| |
|  |                                                                        |
|  | Proteromonadea                                                         |
|  |                                                                        |
|  | Opalinea=Slopalinea                                                    |
|  |                                                                        |

|  | Proteromonadea      |
|  |                     |
|  | Opalinea=Slopalinea |
|  |                     |

|  | Blastocystea                                                           |
|  |                                                                        |
|  | \| \| Proteromonadea \| \| \| \| \| \| Opalinea=Slopalinea \| \| \| \| |
|  |                                                                        |
|  | Proteromonadea                                                         |
|  |                                                                        |
|  | Opalinea=Slopalinea                                                    |
|  |                                                                        |

|  | Proteromonadea      |
|  |                     |
|  | Opalinea=Slopalinea |
|  |                     |

|            | Hyphochytrea                                                 |
|            |                                                              |
|            | \| \| Pirsonida \| \| \| \| \| Ochrophyta \| ► \| \| \| ► \| |
|            |                                                              |
|            | Pirsonida                                                    |
|            |                                                              |
| Ochrophyta | ►                                                            |
|            | ►                                                            |

|            | Pirsonida |
|            |           |
| Ochrophyta | ►         |
|            | ►         |

|            | Hyphochytrea                                                 |
|            |                                                              |
|            | \| \| Pirsonida \| \| \| \| \| Ochrophyta \| ► \| \| \| ► \| |
|            |                                                              |
|            | Pirsonida                                                    |
|            |                                                              |
| Ochrophyta | ►                                                            |
|            | ►                                                            |

|            | Pirsonida |
|            |           |
| Ochrophyta | ►         |
|            | ►         |

|            | Hyphochytrea                                                 |
|            |                                                              |
|            | \| \| Pirsonida \| \| \| \| \| Ochrophyta \| ► \| \| \| ► \| |
|            |                                                              |
|            | Pirsonida                                                    |
|            |                                                              |
| Ochrophyta | ►                                                            |
|            | ►                                                            |

|            | Pirsonida |
|            |           |
| Ochrophyta | ►         |
|            | ►         |

|            | Hyphochytrea                                                 |
|            |                                                              |
|            | \| \| Pirsonida \| \| \| \| \| Ochrophyta \| ► \| \| \| ► \| |
|            |                                                              |
|            | Pirsonida                                                    |
|            |                                                              |
| Ochrophyta | ►                                                            |
|            | ►                                                            |

|            | Pirsonida |
|            |           |
| Ochrophyta | ►         |
|            | ►         |

|  | Blastocystea                                                           |
|  |                                                                        |
|  | \| \| Proteromonadea \| \| \| \| \| \| Opalinea=Slopalinea \| \| \| \| |
|  |                                                                        |
|  | Proteromonadea                                                         |
|  |                                                                        |
|  | Opalinea=Slopalinea                                                    |
|  |                                                                        |

|  | Proteromonadea      |
|  |                     |
|  | Opalinea=Slopalinea |
|  |                     |

|  | Blastocystea                                                           |
|  |                                                                        |
|  | \| \| Proteromonadea \| \| \| \| \| \| Opalinea=Slopalinea \| \| \| \| |
|  |                                                                        |
|  | Proteromonadea                                                         |
|  |                                                                        |
|  | Opalinea=Slopalinea                                                    |
|  |                                                                        |

|  | Proteromonadea      |
|  |                     |
|  | Opalinea=Slopalinea |
|  |                     |

|  | Blastocystea                                                           |
|  |                                                                        |
|  | \| \| Proteromonadea \| \| \| \| \| \| Opalinea=Slopalinea \| \| \| \| |
|  |                                                                        |
|  | Proteromonadea                                                         |
|  |                                                                        |
|  | Opalinea=Slopalinea                                                    |
|  |                                                                        |

|  | Proteromonadea      |
|  |                     |
|  | Opalinea=Slopalinea |
|  |                     |

|  | Blastocystea                                                           |
|  |                                                                        |
|  | \| \| Proteromonadea \| \| \| \| \| \| Opalinea=Slopalinea \| \| \| \| |
|  |                                                                        |
|  | Proteromonadea                                                         |
|  |                                                                        |
|  | Opalinea=Slopalinea                                                    |
|  |                                                                        |

|  | Proteromonadea      |
|  |                     |
|  | Opalinea=Slopalinea |
|  |                     |

|            | Hyphochytrea                                                 |
|            |                                                              |
|            | \| \| Pirsonida \| \| \| \| \| Ochrophyta \| ► \| \| \| ► \| |
|            |                                                              |
|            | Pirsonida                                                    |
|            |                                                              |
| Ochrophyta | ►                                                            |
|            | ►                                                            |

|            | Pirsonida |
|            |           |
| Ochrophyta | ►         |
|            | ►         |

|            | Hyphochytrea                                                 |
|            |                                                              |
|            | \| \| Pirsonida \| \| \| \| \| Ochrophyta \| ► \| \| \| ► \| |
|            |                                                              |
|            | Pirsonida                                                    |
|            |                                                              |
| Ochrophyta | ►                                                            |
|            | ►                                                            |

|            | Pirsonida |
|            |           |
| Ochrophyta | ►         |
|            | ►         |

|            | Hyphochytrea                                                 |
|            |                                                              |
|            | \| \| Pirsonida \| \| \| \| \| Ochrophyta \| ► \| \| \| ► \| |
|            |                                                              |
|            | Pirsonida                                                    |
|            |                                                              |
| Ochrophyta | ►                                                            |
|            | ►                                                            |

|            | Pirsonida |
|            |           |
| Ochrophyta | ►         |
|            | ►         |

|            | Hyphochytrea                                                 |
|            |                                                              |
|            | \| \| Pirsonida \| \| \| \| \| Ochrophyta \| ► \| \| \| ► \| |
|            |                                                              |
|            | Pirsonida                                                    |
|            |                                                              |
| Ochrophyta | ►                                                            |
|            | ►                                                            |

|            | Pirsonida |
|            |           |
| Ochrophyta | ►         |
|            | ►         |

|  | Blastocystea                                                           |
|  |                                                                        |
|  | \| \| Proteromonadea \| \| \| \| \| \| Opalinea=Slopalinea \| \| \| \| |
|  |                                                                        |
|  | Proteromonadea                                                         |
|  |                                                                        |
|  | Opalinea=Slopalinea                                                    |
|  |                                                                        |

|  | Proteromonadea      |
|  |                     |
|  | Opalinea=Slopalinea |
|  |                     |

|  | Blastocystea                                                           |
|  |                                                                        |
|  | \| \| Proteromonadea \| \| \| \| \| \| Opalinea=Slopalinea \| \| \| \| |
|  |                                                                        |
|  | Proteromonadea                                                         |
|  |                                                                        |
|  | Opalinea=Slopalinea                                                    |
|  |                                                                        |

|  | Proteromonadea      |
|  |                     |
|  | Opalinea=Slopalinea |
|  |                     |

|  | Blastocystea                                                           |
|  |                                                                        |
|  | \| \| Proteromonadea \| \| \| \| \| \| Opalinea=Slopalinea \| \| \| \| |
|  |                                                                        |
|  | Proteromonadea                                                         |
|  |                                                                        |
|  | Opalinea=Slopalinea                                                    |
|  |                                                                        |

|  | Proteromonadea      |
|  |                     |
|  | Opalinea=Slopalinea |
|  |                     |

|  | Blastocystea                                                           |
|  |                                                                        |
|  | \| \| Proteromonadea \| \| \| \| \| \| Opalinea=Slopalinea \| \| \| \| |
|  |                                                                        |
|  | Proteromonadea                                                         |
|  |                                                                        |
|  | Opalinea=Slopalinea                                                    |
|  |                                                                        |

|  | Proteromonadea      |
|  |                     |
|  | Opalinea=Slopalinea |
|  |                     |

|            | Hyphochytrea                                                 |
|            |                                                              |
|            | \| \| Pirsonida \| \| \| \| \| Ochrophyta \| ► \| \| \| ► \| |
|            |                                                              |
|            | Pirsonida                                                    |
|            |                                                              |
| Ochrophyta | ►                                                            |
|            | ►                                                            |

|            | Pirsonida |
|            |           |
| Ochrophyta | ►         |
|            | ►         |

|            | Hyphochytrea                                                 |
|            |                                                              |
|            | \| \| Pirsonida \| \| \| \| \| Ochrophyta \| ► \| \| \| ► \| |
|            |                                                              |
|            | Pirsonida                                                    |
|            |                                                              |
| Ochrophyta | ►                                                            |
|            | ►                                                            |

|            | Pirsonida |
|            |           |
| Ochrophyta | ►         |
|            | ►         |

|            | Hyphochytrea                                                 |
|            |                                                              |
|            | \| \| Pirsonida \| \| \| \| \| Ochrophyta \| ► \| \| \| ► \| |
|            |                                                              |
|            | Pirsonida                                                    |
|            |                                                              |
| Ochrophyta | ►                                                            |
|            | ►                                                            |

|            | Pirsonida |
|            |           |
| Ochrophyta | ►         |
|            | ►         |

|            | Hyphochytrea                                                 |
|            |                                                              |
|            | \| \| Pirsonida \| \| \| \| \| Ochrophyta \| ► \| \| \| ► \| |
|            |                                                              |
|            | Pirsonida                                                    |
|            |                                                              |
| Ochrophyta | ►                                                            |
|            | ►                                                            |

|            | Pirsonida |
|            |           |
| Ochrophyta | ►         |
|            | ►         |

|  | Blastocystea                                                           |
|  |                                                                        |
|  | \| \| Proteromonadea \| \| \| \| \| \| Opalinea=Slopalinea \| \| \| \| |
|  |                                                                        |
|  | Proteromonadea                                                         |
|  |                                                                        |
|  | Opalinea=Slopalinea                                                    |
|  |                                                                        |

|  | Proteromonadea      |
|  |                     |
|  | Opalinea=Slopalinea |
|  |                     |

|  | Blastocystea                                                           |
|  |                                                                        |
|  | \| \| Proteromonadea \| \| \| \| \| \| Opalinea=Slopalinea \| \| \| \| |
|  |                                                                        |
|  | Proteromonadea                                                         |
|  |                                                                        |
|  | Opalinea=Slopalinea                                                    |
|  |                                                                        |

|  | Proteromonadea      |
|  |                     |
|  | Opalinea=Slopalinea |
|  |                     |

|  | Blastocystea                                                           |
|  |                                                                        |
|  | \| \| Proteromonadea \| \| \| \| \| \| Opalinea=Slopalinea \| \| \| \| |
|  |                                                                        |
|  | Proteromonadea                                                         |
|  |                                                                        |
|  | Opalinea=Slopalinea                                                    |
|  |                                                                        |

|  | Proteromonadea      |
|  |                     |
|  | Opalinea=Slopalinea |
|  |                     |

|  | Blastocystea                                                           |
|  |                                                                        |
|  | \| \| Proteromonadea \| \| \| \| \| \| Opalinea=Slopalinea \| \| \| \| |
|  |                                                                        |
|  | Proteromonadea                                                         |
|  |                                                                        |
|  | Opalinea=Slopalinea                                                    |
|  |                                                                        |

|  | Proteromonadea      |
|  |                     |
|  | Opalinea=Slopalinea |
|  |                     |

|            | Hyphochytrea                                                 |
|            |                                                              |
|            | \| \| Pirsonida \| \| \| \| \| Ochrophyta \| ► \| \| \| ► \| |
|            |                                                              |
|            | Pirsonida                                                    |
|            |                                                              |
| Ochrophyta | ►                                                            |
|            | ►                                                            |

|            | Pirsonida |
|            |           |
| Ochrophyta | ►         |
|            | ►         |

|            | Hyphochytrea                                                 |
|            |                                                              |
|            | \| \| Pirsonida \| \| \| \| \| Ochrophyta \| ► \| \| \| ► \| |
|            |                                                              |
|            | Pirsonida                                                    |
|            |                                                              |
| Ochrophyta | ►                                                            |
|            | ►                                                            |

|            | Pirsonida |
|            |           |
| Ochrophyta | ►         |
|            | ►         |

|            | Hyphochytrea                                                 |
|            |                                                              |
|            | \| \| Pirsonida \| \| \| \| \| Ochrophyta \| ► \| \| \| ► \| |
|            |                                                              |
|            | Pirsonida                                                    |
|            |                                                              |
| Ochrophyta | ►                                                            |
|            | ►                                                            |

|            | Pirsonida |
|            |           |
| Ochrophyta | ►         |
|            | ►         |

|            | Hyphochytrea                                                 |
|            |                                                              |
|            | \| \| Pirsonida \| \| \| \| \| Ochrophyta \| ► \| \| \| ► \| |
|            |                                                              |
|            | Pirsonida                                                    |
|            |                                                              |
| Ochrophyta | ►                                                            |
|            | ►                                                            |

|            | Pirsonida |
|            |           |
| Ochrophyta | ►         |
|            | ►         |

|  | Blastocystea                                                           |
|  |                                                                        |
|  | \| \| Proteromonadea \| \| \| \| \| \| Opalinea=Slopalinea \| \| \| \| |
|  |                                                                        |
|  | Proteromonadea                                                         |
|  |                                                                        |
|  | Opalinea=Slopalinea                                                    |
|  |                                                                        |

|  | Proteromonadea      |
|  |                     |
|  | Opalinea=Slopalinea |
|  |                     |

|  | Blastocystea                                                           |
|  |                                                                        |
|  | \| \| Proteromonadea \| \| \| \| \| \| Opalinea=Slopalinea \| \| \| \| |
|  |                                                                        |
|  | Proteromonadea                                                         |
|  |                                                                        |
|  | Opalinea=Slopalinea                                                    |
|  |                                                                        |

|  | Proteromonadea      |
|  |                     |
|  | Opalinea=Slopalinea |
|  |                     |

|  | Blastocystea                                                           |
|  |                                                                        |
|  | \| \| Proteromonadea \| \| \| \| \| \| Opalinea=Slopalinea \| \| \| \| |
|  |                                                                        |
|  | Proteromonadea                                                         |
|  |                                                                        |
|  | Opalinea=Slopalinea                                                    |
|  |                                                                        |

|  | Proteromonadea      |
|  |                     |
|  | Opalinea=Slopalinea |
|  |                     |

|  | Blastocystea                                                           |
|  |                                                                        |
|  | \| \| Proteromonadea \| \| \| \| \| \| Opalinea=Slopalinea \| \| \| \| |
|  |                                                                        |
|  | Proteromonadea                                                         |
|  |                                                                        |
|  | Opalinea=Slopalinea                                                    |
|  |                                                                        |

|  | Proteromonadea      |
|  |                     |
|  | Opalinea=Slopalinea |
|  |                     |

|            | Hyphochytrea                                                 |
|            |                                                              |
|            | \| \| Pirsonida \| \| \| \| \| Ochrophyta \| ► \| \| \| ► \| |
|            |                                                              |
|            | Pirsonida                                                    |
|            |                                                              |
| Ochrophyta | ►                                                            |
|            | ►                                                            |

|            | Pirsonida |
|            |           |
| Ochrophyta | ►         |
|            | ►         |

|            | Hyphochytrea                                                 |
|            |                                                              |
|            | \| \| Pirsonida \| \| \| \| \| Ochrophyta \| ► \| \| \| ► \| |
|            |                                                              |
|            | Pirsonida                                                    |
|            |                                                              |
| Ochrophyta | ►                                                            |
|            | ►                                                            |

|            | Pirsonida |
|            |           |
| Ochrophyta | ►         |
|            | ►         |

|            | Hyphochytrea                                                 |
|            |                                                              |
|            | \| \| Pirsonida \| \| \| \| \| Ochrophyta \| ► \| \| \| ► \| |
|            |                                                              |
|            | Pirsonida                                                    |
|            |                                                              |
| Ochrophyta | ►                                                            |
|            | ►                                                            |

|            | Pirsonida |
|            |           |
| Ochrophyta | ►         |
|            | ►         |

|            | Hyphochytrea                                                 |
|            |                                                              |
|            | \| \| Pirsonida \| \| \| \| \| Ochrophyta \| ► \| \| \| ► \| |
|            |                                                              |
|            | Pirsonida                                                    |
|            |                                                              |
| Ochrophyta | ►                                                            |
|            | ►                                                            |

|            | Pirsonida |
|            |           |
| Ochrophyta | ►         |
|            | ►         |

|  | Blastocystea                                                           |
|  |                                                                        |
|  | \| \| Proteromonadea \| \| \| \| \| \| Opalinea=Slopalinea \| \| \| \| |
|  |                                                                        |
|  | Proteromonadea                                                         |
|  |                                                                        |
|  | Opalinea=Slopalinea                                                    |
|  |                                                                        |

|  | Proteromonadea      |
|  |                     |
|  | Opalinea=Slopalinea |
|  |                     |

|  | Blastocystea                                                           |
|  |                                                                        |
|  | \| \| Proteromonadea \| \| \| \| \| \| Opalinea=Slopalinea \| \| \| \| |
|  |                                                                        |
|  | Proteromonadea                                                         |
|  |                                                                        |
|  | Opalinea=Slopalinea                                                    |
|  |                                                                        |

|  | Proteromonadea      |
|  |                     |
|  | Opalinea=Slopalinea |
|  |                     |

|  | Blastocystea                                                           |
|  |                                                                        |
|  | \| \| Proteromonadea \| \| \| \| \| \| Opalinea=Slopalinea \| \| \| \| |
|  |                                                                        |
|  | Proteromonadea                                                         |
|  |                                                                        |
|  | Opalinea=Slopalinea                                                    |
|  |                                                                        |

|  | Proteromonadea      |
|  |                     |
|  | Opalinea=Slopalinea |
|  |                     |

|  | Blastocystea                                                           |
|  |                                                                        |
|  | \| \| Proteromonadea \| \| \| \| \| \| Opalinea=Slopalinea \| \| \| \| |
|  |                                                                        |
|  | Proteromonadea                                                         |
|  |                                                                        |
|  | Opalinea=Slopalinea                                                    |
|  |                                                                        |

|  | Proteromonadea      |
|  |                     |
|  | Opalinea=Slopalinea |
|  |                     |

|            | Hyphochytrea                                                 |
|            |                                                              |
|            | \| \| Pirsonida \| \| \| \| \| Ochrophyta \| ► \| \| \| ► \| |
|            |                                                              |
|            | Pirsonida                                                    |
|            |                                                              |
| Ochrophyta | ►                                                            |
|            | ►                                                            |

|            | Pirsonida |
|            |           |
| Ochrophyta | ►         |
|            | ►         |

|            | Hyphochytrea                                                 |
|            |                                                              |
|            | \| \| Pirsonida \| \| \| \| \| Ochrophyta \| ► \| \| \| ► \| |
|            |                                                              |
|            | Pirsonida                                                    |
|            |                                                              |
| Ochrophyta | ►                                                            |
|            | ►                                                            |

|            | Pirsonida |
|            |           |
| Ochrophyta | ►         |
|            | ►         |

|            | Hyphochytrea                                                 |
|            |                                                              |
|            | \| \| Pirsonida \| \| \| \| \| Ochrophyta \| ► \| \| \| ► \| |
|            |                                                              |
|            | Pirsonida                                                    |
|            |                                                              |
| Ochrophyta | ►                                                            |
|            | ►                                                            |

|            | Pirsonida |
|            |           |
| Ochrophyta | ►         |
|            | ►         |

|            | Hyphochytrea                                                 |
|            |                                                              |
|            | \| \| Pirsonida \| \| \| \| \| Ochrophyta \| ► \| \| \| ► \| |
|            |                                                              |
|            | Pirsonida                                                    |
|            |                                                              |
| Ochrophyta | ►                                                            |
|            | ►                                                            |

|            | Pirsonida |
|            |           |
| Ochrophyta | ►         |
|            | ►         |

|  | Blastocystea                                                           |
|  |                                                                        |
|  | \| \| Proteromonadea \| \| \| \| \| \| Opalinea=Slopalinea \| \| \| \| |
|  |                                                                        |
|  | Proteromonadea                                                         |
|  |                                                                        |
|  | Opalinea=Slopalinea                                                    |
|  |                                                                        |

|  | Proteromonadea      |
|  |                     |
|  | Opalinea=Slopalinea |
|  |                     |

|  | Blastocystea                                                           |
|  |                                                                        |
|  | \| \| Proteromonadea \| \| \| \| \| \| Opalinea=Slopalinea \| \| \| \| |
|  |                                                                        |
|  | Proteromonadea                                                         |
|  |                                                                        |
|  | Opalinea=Slopalinea                                                    |
|  |                                                                        |

|  | Proteromonadea      |
|  |                     |
|  | Opalinea=Slopalinea |
|  |                     |

|  | Blastocystea                                                           |
|  |                                                                        |
|  | \| \| Proteromonadea \| \| \| \| \| \| Opalinea=Slopalinea \| \| \| \| |
|  |                                                                        |
|  | Proteromonadea                                                         |
|  |                                                                        |
|  | Opalinea=Slopalinea                                                    |
|  |                                                                        |

|  | Proteromonadea      |
|  |                     |
|  | Opalinea=Slopalinea |
|  |                     |

|  | Blastocystea                                                           |
|  |                                                                        |
|  | \| \| Proteromonadea \| \| \| \| \| \| Opalinea=Slopalinea \| \| \| \| |
|  |                                                                        |
|  | Proteromonadea                                                         |
|  |                                                                        |
|  | Opalinea=Slopalinea                                                    |
|  |                                                                        |

|  | Proteromonadea      |
|  |                     |
|  | Opalinea=Slopalinea |
|  |                     |

|            | Hyphochytrea                                                 |
|            |                                                              |
|            | \| \| Pirsonida \| \| \| \| \| Ochrophyta \| ► \| \| \| ► \| |
|            |                                                              |
|            | Pirsonida                                                    |
|            |                                                              |
| Ochrophyta | ►                                                            |
|            | ►                                                            |

|            | Pirsonida |
|            |           |
| Ochrophyta | ►         |
|            | ►         |

|            | Hyphochytrea                                                 |
|            |                                                              |
|            | \| \| Pirsonida \| \| \| \| \| Ochrophyta \| ► \| \| \| ► \| |
|            |                                                              |
|            | Pirsonida                                                    |
|            |                                                              |
| Ochrophyta | ►                                                            |
|            | ►                                                            |

|            | Pirsonida |
|            |           |
| Ochrophyta | ►         |
|            | ►         |

|            | Hyphochytrea                                                 |
|            |                                                              |
|            | \| \| Pirsonida \| \| \| \| \| Ochrophyta \| ► \| \| \| ► \| |
|            |                                                              |
|            | Pirsonida                                                    |
|            |                                                              |
| Ochrophyta | ►                                                            |
|            | ►                                                            |

|            | Pirsonida |
|            |           |
| Ochrophyta | ►         |
|            | ►         |

|            | Hyphochytrea                                                 |
|            |                                                              |
|            | \| \| Pirsonida \| \| \| \| \| Ochrophyta \| ► \| \| \| ► \| |
|            |                                                              |
|            | Pirsonida                                                    |
|            |                                                              |
| Ochrophyta | ►                                                            |
|            | ►                                                            |

|            | Pirsonida |
|            |           |
| Ochrophyta | ►         |
|            | ►         |

|  | Blastocystea                                                           |
|  |                                                                        |
|  | \| \| Proteromonadea \| \| \| \| \| \| Opalinea=Slopalinea \| \| \| \| |
|  |                                                                        |
|  | Proteromonadea                                                         |
|  |                                                                        |
|  | Opalinea=Slopalinea                                                    |
|  |                                                                        |

|  | Proteromonadea      |
|  |                     |
|  | Opalinea=Slopalinea |
|  |                     |

|  | Blastocystea                                                           |
|  |                                                                        |
|  | \| \| Proteromonadea \| \| \| \| \| \| Opalinea=Slopalinea \| \| \| \| |
|  |                                                                        |
|  | Proteromonadea                                                         |
|  |                                                                        |
|  | Opalinea=Slopalinea                                                    |
|  |                                                                        |

|  | Proteromonadea      |
|  |                     |
|  | Opalinea=Slopalinea |
|  |                     |

|  | Blastocystea                                                           |
|  |                                                                        |
|  | \| \| Proteromonadea \| \| \| \| \| \| Opalinea=Slopalinea \| \| \| \| |
|  |                                                                        |
|  | Proteromonadea                                                         |
|  |                                                                        |
|  | Opalinea=Slopalinea                                                    |
|  |                                                                        |

|  | Proteromonadea      |
|  |                     |
|  | Opalinea=Slopalinea |
|  |                     |

|  | Blastocystea                                                           |
|  |                                                                        |
|  | \| \| Proteromonadea \| \| \| \| \| \| Opalinea=Slopalinea \| \| \| \| |
|  |                                                                        |
|  | Proteromonadea                                                         |
|  |                                                                        |
|  | Opalinea=Slopalinea                                                    |
|  |                                                                        |

|  | Proteromonadea      |
|  |                     |
|  | Opalinea=Slopalinea |
|  |                     |

|            | Hyphochytrea                                                 |
|            |                                                              |
|            | \| \| Pirsonida \| \| \| \| \| Ochrophyta \| ► \| \| \| ► \| |
|            |                                                              |
|            | Pirsonida                                                    |
|            |                                                              |
| Ochrophyta | ►                                                            |
|            | ►                                                            |

|            | Pirsonida |
|            |           |
| Ochrophyta | ►         |
|            | ►         |

|            | Hyphochytrea                                                 |
|            |                                                              |
|            | \| \| Pirsonida \| \| \| \| \| Ochrophyta \| ► \| \| \| ► \| |
|            |                                                              |
|            | Pirsonida                                                    |
|            |                                                              |
| Ochrophyta | ►                                                            |
|            | ►                                                            |

|            | Pirsonida |
|            |           |
| Ochrophyta | ►         |
|            | ►         |

|            | Hyphochytrea                                                 |
|            |                                                              |
|            | \| \| Pirsonida \| \| \| \| \| Ochrophyta \| ► \| \| \| ► \| |
|            |                                                              |
|            | Pirsonida                                                    |
|            |                                                              |
| Ochrophyta | ►                                                            |
|            | ►                                                            |

|            | Pirsonida |
|            |           |
| Ochrophyta | ►         |
|            | ►         |

|            | Hyphochytrea                                                 |
|            |                                                              |
|            | \| \| Pirsonida \| \| \| \| \| Ochrophyta \| ► \| \| \| ► \| |
|            |                                                              |
|            | Pirsonida                                                    |
|            |                                                              |
| Ochrophyta | ►                                                            |
|            | ►                                                            |

|            | Pirsonida |
|            |           |
| Ochrophyta | ►         |
|            | ►         |

|  | Blastocystea                                                           |
|  |                                                                        |
|  | \| \| Proteromonadea \| \| \| \| \| \| Opalinea=Slopalinea \| \| \| \| |
|  |                                                                        |
|  | Proteromonadea                                                         |
|  |                                                                        |
|  | Opalinea=Slopalinea                                                    |
|  |                                                                        |

|  | Proteromonadea      |
|  |                     |
|  | Opalinea=Slopalinea |
|  |                     |

|  | Blastocystea                                                           |
|  |                                                                        |
|  | \| \| Proteromonadea \| \| \| \| \| \| Opalinea=Slopalinea \| \| \| \| |
|  |                                                                        |
|  | Proteromonadea                                                         |
|  |                                                                        |
|  | Opalinea=Slopalinea                                                    |
|  |                                                                        |

|  | Proteromonadea      |
|  |                     |
|  | Opalinea=Slopalinea |
|  |                     |

|  | Blastocystea                                                           |
|  |                                                                        |
|  | \| \| Proteromonadea \| \| \| \| \| \| Opalinea=Slopalinea \| \| \| \| |
|  |                                                                        |
|  | Proteromonadea                                                         |
|  |                                                                        |
|  | Opalinea=Slopalinea                                                    |
|  |                                                                        |

|  | Proteromonadea      |
|  |                     |
|  | Opalinea=Slopalinea |
|  |                     |

|  | Blastocystea                                                           |
|  |                                                                        |
|  | \| \| Proteromonadea \| \| \| \| \| \| Opalinea=Slopalinea \| \| \| \| |
|  |                                                                        |
|  | Proteromonadea                                                         |
|  |                                                                        |
|  | Opalinea=Slopalinea                                                    |
|  |                                                                        |

|  | Proteromonadea      |
|  |                     |
|  | Opalinea=Slopalinea |
|  |                     |

|            | Hyphochytrea                                                 |
|            |                                                              |
|            | \| \| Pirsonida \| \| \| \| \| Ochrophyta \| ► \| \| \| ► \| |
|            |                                                              |
|            | Pirsonida                                                    |
|            |                                                              |
| Ochrophyta | ►                                                            |
|            | ►                                                            |

|            | Pirsonida |
|            |           |
| Ochrophyta | ►         |
|            | ►         |

|            | Hyphochytrea                                                 |
|            |                                                              |
|            | \| \| Pirsonida \| \| \| \| \| Ochrophyta \| ► \| \| \| ► \| |
|            |                                                              |
|            | Pirsonida                                                    |
|            |                                                              |
| Ochrophyta | ►                                                            |
|            | ►                                                            |

|            | Pirsonida |
|            |           |
| Ochrophyta | ►         |
|            | ►         |

|            | Hyphochytrea                                                 |
|            |                                                              |
|            | \| \| Pirsonida \| \| \| \| \| Ochrophyta \| ► \| \| \| ► \| |
|            |                                                              |
|            | Pirsonida                                                    |
|            |                                                              |
| Ochrophyta | ►                                                            |
|            | ►                                                            |

|            | Pirsonida |
|            |           |
| Ochrophyta | ►         |
|            | ►         |

|            | Hyphochytrea                                                 |
|            |                                                              |
|            | \| \| Pirsonida \| \| \| \| \| Ochrophyta \| ► \| \| \| ► \| |
|            |                                                              |
|            | Pirsonida                                                    |
|            |                                                              |
| Ochrophyta | ►                                                            |
|            | ►                                                            |

|            | Pirsonida |
|            |           |
| Ochrophyta | ►         |
|            | ►         |

|  | Blastocystea                                                           |
|  |                                                                        |
|  | \| \| Proteromonadea \| \| \| \| \| \| Opalinea=Slopalinea \| \| \| \| |
|  |                                                                        |
|  | Proteromonadea                                                         |
|  |                                                                        |
|  | Opalinea=Slopalinea                                                    |
|  |                                                                        |

|  | Proteromonadea      |
|  |                     |
|  | Opalinea=Slopalinea |
|  |                     |

|  | Blastocystea                                                           |
|  |                                                                        |
|  | \| \| Proteromonadea \| \| \| \| \| \| Opalinea=Slopalinea \| \| \| \| |
|  |                                                                        |
|  | Proteromonadea                                                         |
|  |                                                                        |
|  | Opalinea=Slopalinea                                                    |
|  |                                                                        |

|  | Proteromonadea      |
|  |                     |
|  | Opalinea=Slopalinea |
|  |                     |

|  | Blastocystea                                                           |
|  |                                                                        |
|  | \| \| Proteromonadea \| \| \| \| \| \| Opalinea=Slopalinea \| \| \| \| |
|  |                                                                        |
|  | Proteromonadea                                                         |
|  |                                                                        |
|  | Opalinea=Slopalinea                                                    |
|  |                                                                        |

|  | Proteromonadea      |
|  |                     |
|  | Opalinea=Slopalinea |
|  |                     |

|  | Blastocystea                                                           |
|  |                                                                        |
|  | \| \| Proteromonadea \| \| \| \| \| \| Opalinea=Slopalinea \| \| \| \| |
|  |                                                                        |
|  | Proteromonadea                                                         |
|  |                                                                        |
|  | Opalinea=Slopalinea                                                    |
|  |                                                                        |

|  | Proteromonadea      |
|  |                     |
|  | Opalinea=Slopalinea |
|  |                     |

|            | Hyphochytrea                                                 |
|            |                                                              |
|            | \| \| Pirsonida \| \| \| \| \| Ochrophyta \| ► \| \| \| ► \| |
|            |                                                              |
|            | Pirsonida                                                    |
|            |                                                              |
| Ochrophyta | ►                                                            |
|            | ►                                                            |

|            | Pirsonida |
|            |           |
| Ochrophyta | ►         |
|            | ►         |

|            | Hyphochytrea                                                 |
|            |                                                              |
|            | \| \| Pirsonida \| \| \| \| \| Ochrophyta \| ► \| \| \| ► \| |
|            |                                                              |
|            | Pirsonida                                                    |
|            |                                                              |
| Ochrophyta | ►                                                            |
|            | ►                                                            |

|            | Pirsonida |
|            |           |
| Ochrophyta | ►         |
|            | ►         |

|            | Hyphochytrea                                                 |
|            |                                                              |
|            | \| \| Pirsonida \| \| \| \| \| Ochrophyta \| ► \| \| \| ► \| |
|            |                                                              |
|            | Pirsonida                                                    |
|            |                                                              |
| Ochrophyta | ►                                                            |
|            | ►                                                            |

|            | Pirsonida |
|            |           |
| Ochrophyta | ►         |
|            | ►         |

|            | Hyphochytrea                                                 |
|            |                                                              |
|            | \| \| Pirsonida \| \| \| \| \| Ochrophyta \| ► \| \| \| ► \| |
|            |                                                              |
|            | Pirsonida                                                    |
|            |                                                              |
| Ochrophyta | ►                                                            |
|            | ►                                                            |

|            | Pirsonida |
|            |           |
| Ochrophyta | ►         |
|            | ►         |

|  | Blastocystea                                                           |
|  |                                                                        |
|  | \| \| Proteromonadea \| \| \| \| \| \| Opalinea=Slopalinea \| \| \| \| |
|  |                                                                        |
|  | Proteromonadea                                                         |
|  |                                                                        |
|  | Opalinea=Slopalinea                                                    |
|  |                                                                        |

|  | Proteromonadea      |
|  |                     |
|  | Opalinea=Slopalinea |
|  |                     |

|  | Blastocystea                                                           |
|  |                                                                        |
|  | \| \| Proteromonadea \| \| \| \| \| \| Opalinea=Slopalinea \| \| \| \| |
|  |                                                                        |
|  | Proteromonadea                                                         |
|  |                                                                        |
|  | Opalinea=Slopalinea                                                    |
|  |                                                                        |

|  | Proteromonadea      |
|  |                     |
|  | Opalinea=Slopalinea |
|  |                     |

|  | Blastocystea                                                           |
|  |                                                                        |
|  | \| \| Proteromonadea \| \| \| \| \| \| Opalinea=Slopalinea \| \| \| \| |
|  |                                                                        |
|  | Proteromonadea                                                         |
|  |                                                                        |
|  | Opalinea=Slopalinea                                                    |
|  |                                                                        |

|  | Proteromonadea      |
|  |                     |
|  | Opalinea=Slopalinea |
|  |                     |

|  | Blastocystea                                                           |
|  |                                                                        |
|  | \| \| Proteromonadea \| \| \| \| \| \| Opalinea=Slopalinea \| \| \| \| |
|  |                                                                        |
|  | Proteromonadea                                                         |
|  |                                                                        |
|  | Opalinea=Slopalinea                                                    |
|  |                                                                        |

|  | Proteromonadea      |
|  |                     |
|  | Opalinea=Slopalinea |
|  |                     |

|            | Hyphochytrea                                                 |
|            |                                                              |
|            | \| \| Pirsonida \| \| \| \| \| Ochrophyta \| ► \| \| \| ► \| |
|            |                                                              |
|            | Pirsonida                                                    |
|            |                                                              |
| Ochrophyta | ►                                                            |
|            | ►                                                            |

|            | Pirsonida |
|            |           |
| Ochrophyta | ►         |
|            | ►         |

|            | Hyphochytrea                                                 |
|            |                                                              |
|            | \| \| Pirsonida \| \| \| \| \| Ochrophyta \| ► \| \| \| ► \| |
|            |                                                              |
|            | Pirsonida                                                    |
|            |                                                              |
| Ochrophyta | ►                                                            |
|            | ►                                                            |

|            | Pirsonida |
|            |           |
| Ochrophyta | ►         |
|            | ►         |

|            | Hyphochytrea                                                 |
|            |                                                              |
|            | \| \| Pirsonida \| \| \| \| \| Ochrophyta \| ► \| \| \| ► \| |
|            |                                                              |
|            | Pirsonida                                                    |
|            |                                                              |
| Ochrophyta | ►                                                            |
|            | ►                                                            |

|            | Pirsonida |
|            |           |
| Ochrophyta | ►         |
|            | ►         |

|            | Hyphochytrea                                                 |
|            |                                                              |
|            | \| \| Pirsonida \| \| \| \| \| Ochrophyta \| ► \| \| \| ► \| |
|            |                                                              |
|            | Pirsonida                                                    |
|            |                                                              |
| Ochrophyta | ►                                                            |
|            | ►                                                            |

|            | Pirsonida |
|            |           |
| Ochrophyta | ►         |
|            | ►         |

#### Ochrophyta
|  | Coscinodiscophyceae                                                |
|  |                                                                    |
|  | \| \| Bacillariophyceae \| \| \| \| \| \| Mediophyceae \| \| \| \| |
|  |                                                                    |
|  | Bacillariophyceae                                                  |
|  |                                                                    |
|  | Mediophyceae                                                       |
|  |                                                                    |

|  | Bacillariophyceae |
|  |                   |
|  | Mediophyceae      |
|  |                   |

|  | Coscinodiscophyceae                                                |
|  |                                                                    |
|  | \| \| Bacillariophyceae \| \| \| \| \| \| Mediophyceae \| \| \| \| |
|  |                                                                    |
|  | Bacillariophyceae                                                  |
|  |                                                                    |
|  | Mediophyceae                                                       |
|  |                                                                    |

|  | Bacillariophyceae |
|  |                   |
|  | Mediophyceae      |
|  |                   |

|     | Dictyochophyceae |
|     | |
|     | \| \| Synchromophyceae \| \| \| \| \| \| Synurophyceae+Chrysophyceae \| \| \| \| \| (?) \| Picophagea \| \| \| Picophagea \| |
|     | |
|     | Synchromophyceae |
|     | |
|     | Synurophyceae+Chrysophyceae                                                                                                  |
|     | |
| (?) | Picophagea |
|     | Picophagea |

|     | Synchromophyceae            |
|     |                             |
|     | Synurophyceae+Chrysophyceae |
|     |                             |
| (?) | Picophagea                  |
|     | Picophagea                  |

|  | Pinguiophyceae |
|  |                |
|  | Pelagophyceae  |
|  |                |

|              | Schizocladiophyceae |
|              |                     |
| Phaeophyceae | ►                   |
|              | ►                   |

|  | Aurearenophyceae    |
|  |                     |
|  | Phaeothamniophyceae |
|  |                     |

|              | Schizocladiophyceae |
|              |                     |
| Phaeophyceae | ►                   |
|              | ►                   |

|  | Aurearenophyceae    |
|  |                     |
|  | Phaeothamniophyceae |
|  |                     |

|  | Xanthophyceae         |
|  |                       |
|  | (Chrysomerophyceae 1) |
|  |                       |

|              | Schizocladiophyceae |
|              |                     |
| Phaeophyceae | ►                   |
|              | ►                   |

|  | Aurearenophyceae    |
|  |                     |
|  | Phaeothamniophyceae |
|  |                     |

|              | Schizocladiophyceae |
|              |                     |
| Phaeophyceae | ►                   |
|              | ►                   |

|  | Aurearenophyceae    |
|  |                     |
|  | Phaeothamniophyceae |
|  |                     |

|  | Xanthophyceae         |
|  |                       |
|  | (Chrysomerophyceae 1) |
|  |                       |

|              | Schizocladiophyceae |
|              |                     |
| Phaeophyceae | ►                   |
|              | ►                   |

|  | Aurearenophyceae    |
|  |                     |
|  | Phaeothamniophyceae |
|  |                     |

|              | Schizocladiophyceae |
|              |                     |
| Phaeophyceae | ►                   |
|              | ►                   |

|  | Aurearenophyceae    |
|  |                     |
|  | Phaeothamniophyceae |
|  |                     |

|  | Xanthophyceae         |
|  |                       |
|  | (Chrysomerophyceae 1) |
|  |                       |

|              | Schizocladiophyceae |
|              |                     |
| Phaeophyceae | ►                   |
|              | ►                   |

|  | Aurearenophyceae    |
|  |                     |
|  | Phaeothamniophyceae |
|  |                     |

|              | Schizocladiophyceae |
|              |                     |
| Phaeophyceae | ►                   |
|              | ►                   |

|  | Aurearenophyceae    |
|  |                     |
|  | Phaeothamniophyceae |
|  |                     |

|  | Xanthophyceae         |
|  |                       |
|  | (Chrysomerophyceae 1) |
|  |                       |

|              | Schizocladiophyceae |
|              |                     |
| Phaeophyceae | ►                   |
|              | ►                   |

|  | Aurearenophyceae    |
|  |                     |
|  | Phaeothamniophyceae |
|  |                     |

|              | Schizocladiophyceae |
|              |                     |
| Phaeophyceae | ►                   |
|              | ►                   |

|  | Aurearenophyceae    |
|  |                     |
|  | Phaeothamniophyceae |
|  |                     |

|  | Xanthophyceae         |
|  |                       |
|  | (Chrysomerophyceae 1) |
|  |                       |

|              | Schizocladiophyceae |
|              |                     |
| Phaeophyceae | ►                   |
|              | ►                   |

|  | Aurearenophyceae    |
|  |                     |
|  | Phaeothamniophyceae |
|  |                     |

|              | Schizocladiophyceae |
|              |                     |
| Phaeophyceae | ►                   |
|              | ►                   |

|  | Aurearenophyceae    |
|  |                     |
|  | Phaeothamniophyceae |
|  |                     |

|  | Xanthophyceae         |
|  |                       |
|  | (Chrysomerophyceae 1) |
|  |                       |

|              | Schizocladiophyceae |
|              |                     |
| Phaeophyceae | ►                   |
|              | ►                   |

|  | Aurearenophyceae    |
|  |                     |
|  | Phaeothamniophyceae |
|  |                     |

|              | Schizocladiophyceae |
|              |                     |
| Phaeophyceae | ►                   |
|              | ►                   |

|  | Aurearenophyceae    |
|  |                     |
|  | Phaeothamniophyceae |
|  |                     |

|  | Xanthophyceae         |
|  |                       |
|  | (Chrysomerophyceae 1) |
|  |                       |

|              | Schizocladiophyceae |
|              |                     |
| Phaeophyceae | ►                   |
|              | ►                   |

|  | Aurearenophyceae    |
|  |                     |
|  | Phaeothamniophyceae |
|  |                     |

|              | Schizocladiophyceae |
|              |                     |
| Phaeophyceae | ►                   |
|              | ►                   |

|  | Aurearenophyceae    |
|  |                     |
|  | Phaeothamniophyceae |
|  |                     |

|  | Xanthophyceae         |
|  |                       |
|  | (Chrysomerophyceae 1) |
|  |                       |

|  | Pinguiophyceae |
|  |                |
|  | Pelagophyceae  |
|  |                |

|              | Schizocladiophyceae |
|              |                     |
| Phaeophyceae | ►                   |
|              | ►                   |

|  | Aurearenophyceae    |
|  |                     |
|  | Phaeothamniophyceae |
|  |                     |

|              | Schizocladiophyceae |
|              |                     |
| Phaeophyceae | ►                   |
|              | ►                   |

|  | Aurearenophyceae    |
|  |                     |
|  | Phaeothamniophyceae |
|  |                     |

|  | Xanthophyceae         |
|  |                       |
|  | (Chrysomerophyceae 1) |
|  |                       |

|              | Schizocladiophyceae |
|              |                     |
| Phaeophyceae | ►                   |
|              | ►                   |

|  | Aurearenophyceae    |
|  |                     |
|  | Phaeothamniophyceae |
|  |                     |

|              | Schizocladiophyceae |
|              |                     |
| Phaeophyceae | ►                   |
|              | ►                   |

|  | Aurearenophyceae    |
|  |                     |
|  | Phaeothamniophyceae |
|  |                     |

|  | Xanthophyceae         |
|  |                       |
|  | (Chrysomerophyceae 1) |
|  |                       |

|              | Schizocladiophyceae |
|              |                     |
| Phaeophyceae | ►                   |
|              | ►                   |

|  | Aurearenophyceae    |
|  |                     |
|  | Phaeothamniophyceae |
|  |                     |

|              | Schizocladiophyceae |
|              |                     |
| Phaeophyceae | ►                   |
|              | ►                   |

|  | Aurearenophyceae    |
|  |                     |
|  | Phaeothamniophyceae |
|  |                     |

|  | Xanthophyceae         |
|  |                       |
|  | (Chrysomerophyceae 1) |
|  |                       |

|              | Schizocladiophyceae |
|              |                     |
| Phaeophyceae | ►                   |
|              | ►                   |

|  | Aurearenophyceae    |
|  |                     |
|  | Phaeothamniophyceae |
|  |                     |

|              | Schizocladiophyceae |
|              |                     |
| Phaeophyceae | ►                   |
|              | ►                   |

|  | Aurearenophyceae    |
|  |                     |
|  | Phaeothamniophyceae |
|  |                     |

|  | Xanthophyceae         |
|  |                       |
|  | (Chrysomerophyceae 1) |
|  |                       |

|              | Schizocladiophyceae |
|              |                     |
| Phaeophyceae | ►                   |
|              | ►                   |

|  | Aurearenophyceae    |
|  |                     |
|  | Phaeothamniophyceae |
|  |                     |

|              | Schizocladiophyceae |
|              |                     |
| Phaeophyceae | ►                   |
|              | ►                   |

|  | Aurearenophyceae    |
|  |                     |
|  | Phaeothamniophyceae |
|  |                     |

|  | Xanthophyceae         |
|  |                       |
|  | (Chrysomerophyceae 1) |
|  |                       |

|              | Schizocladiophyceae |
|              |                     |
| Phaeophyceae | ►                   |
|              | ►                   |

|  | Aurearenophyceae    |
|  |                     |
|  | Phaeothamniophyceae |
|  |                     |

|              | Schizocladiophyceae |
|              |                     |
| Phaeophyceae | ►                   |
|              | ►                   |

|  | Aurearenophyceae    |
|  |                     |
|  | Phaeothamniophyceae |
|  |                     |

|  | Xanthophyceae         |
|  |                       |
|  | (Chrysomerophyceae 1) |
|  |                       |

|              | Schizocladiophyceae |
|              |                     |
| Phaeophyceae | ►                   |
|              | ►                   |

|  | Aurearenophyceae    |
|  |                     |
|  | Phaeothamniophyceae |
|  |                     |

|              | Schizocladiophyceae |
|              |                     |
| Phaeophyceae | ►                   |
|              | ►                   |

|  | Aurearenophyceae    |
|  |                     |
|  | Phaeothamniophyceae |
|  |                     |

|  | Xanthophyceae         |
|  |                       |
|  | (Chrysomerophyceae 1) |
|  |                       |

|              | Schizocladiophyceae |
|              |                     |
| Phaeophyceae | ►                   |
|              | ►                   |

|  | Aurearenophyceae    |
|  |                     |
|  | Phaeothamniophyceae |
|  |                     |

|              | Schizocladiophyceae |
|              |                     |
| Phaeophyceae | ►                   |
|              | ►                   |

|  | Aurearenophyceae    |
|  |                     |
|  | Phaeothamniophyceae |
|  |                     |

|  | Xanthophyceae         |
|  |                       |
|  | (Chrysomerophyceae 1) |
|  |                       |

|  | Pinguiophyceae |
|  |                |
|  | Pelagophyceae  |
|  |                |

|              | Schizocladiophyceae |
|              |                     |
| Phaeophyceae | ►                   |
|              | ►                   |

|  | Aurearenophyceae    |
|  |                     |
|  | Phaeothamniophyceae |
|  |                     |

|              | Schizocladiophyceae |
|              |                     |
| Phaeophyceae | ►                   |
|              | ►                   |

|  | Aurearenophyceae    |
|  |                     |
|  | Phaeothamniophyceae |
|  |                     |

|  | Xanthophyceae         |
|  |                       |
|  | (Chrysomerophyceae 1) |
|  |                       |

|              | Schizocladiophyceae |
|              |                     |
| Phaeophyceae | ►                   |
|              | ►                   |

|  | Aurearenophyceae    |
|  |                     |
|  | Phaeothamniophyceae |
|  |                     |

|              | Schizocladiophyceae |
|              |                     |
| Phaeophyceae | ►                   |
|              | ►                   |

|  | Aurearenophyceae    |
|  |                     |
|  | Phaeothamniophyceae |
|  |                     |

|  | Xanthophyceae         |
|  |                       |
|  | (Chrysomerophyceae 1) |
|  |                       |

|              | Schizocladiophyceae |
|              |                     |
| Phaeophyceae | ►                   |
|              | ►                   |

|  | Aurearenophyceae    |
|  |                     |
|  | Phaeothamniophyceae |
|  |                     |

|              | Schizocladiophyceae |
|              |                     |
| Phaeophyceae | ►                   |
|              | ►                   |

|  | Aurearenophyceae    |
|  |                     |
|  | Phaeothamniophyceae |
|  |                     |

|  | Xanthophyceae         |
|  |                       |
|  | (Chrysomerophyceae 1) |
|  |                       |

|              | Schizocladiophyceae |
|              |                     |
| Phaeophyceae | ►                   |
|              | ►                   |

|  | Aurearenophyceae    |
|  |                     |
|  | Phaeothamniophyceae |
|  |                     |

|              | Schizocladiophyceae |
|              |                     |
| Phaeophyceae | ►                   |
|              | ►                   |

|  | Aurearenophyceae    |
|  |                     |
|  | Phaeothamniophyceae |
|  |                     |

|  | Xanthophyceae         |
|  |                       |
|  | (Chrysomerophyceae 1) |
|  |                       |

|              | Schizocladiophyceae |
|              |                     |
| Phaeophyceae | ►                   |
|              | ►                   |

|  | Aurearenophyceae    |
|  |                     |
|  | Phaeothamniophyceae |
|  |                     |

|              | Schizocladiophyceae |
|              |                     |
| Phaeophyceae | ►                   |
|              | ►                   |

|  | Aurearenophyceae    |
|  |                     |
|  | Phaeothamniophyceae |
|  |                     |

|  | Xanthophyceae         |
|  |                       |
|  | (Chrysomerophyceae 1) |
|  |                       |

|              | Schizocladiophyceae |
|              |                     |
| Phaeophyceae | ►                   |
|              | ►                   |

|  | Aurearenophyceae    |
|  |                     |
|  | Phaeothamniophyceae |
|  |                     |

|              | Schizocladiophyceae |
|              |                     |
| Phaeophyceae | ►                   |
|              | ►                   |

|  | Aurearenophyceae    |
|  |                     |
|  | Phaeothamniophyceae |
|  |                     |

|  | Xanthophyceae         |
|  |                       |
|  | (Chrysomerophyceae 1) |
|  |                       |

|              | Schizocladiophyceae |
|              |                     |
| Phaeophyceae | ►                   |
|              | ►                   |

|  | Aurearenophyceae    |
|  |                     |
|  | Phaeothamniophyceae |
|  |                     |

|              | Schizocladiophyceae |
|              |                     |
| Phaeophyceae | ►                   |
|              | ►                   |

|  | Aurearenophyceae    |
|  |                     |
|  | Phaeothamniophyceae |
|  |                     |

|  | Xanthophyceae         |
|  |                       |
|  | (Chrysomerophyceae 1) |
|  |                       |

|              | Schizocladiophyceae |
|              |                     |
| Phaeophyceae | ►                   |
|              | ►                   |

|  | Aurearenophyceae    |
|  |                     |
|  | Phaeothamniophyceae |
|  |                     |

|              | Schizocladiophyceae |
|              |                     |
| Phaeophyceae | ►                   |
|              | ►                   |

|  | Aurearenophyceae    |
|  |                     |
|  | Phaeothamniophyceae |
|  |                     |

|  | Xanthophyceae         |
|  |                       |
|  | (Chrysomerophyceae 1) |
|  |                       |

|  | Pinguiophyceae |
|  |                |
|  | Pelagophyceae  |
|  |                |

|              | Schizocladiophyceae |
|              |                     |
| Phaeophyceae | ►                   |
|              | ►                   |

|  | Aurearenophyceae    |
|  |                     |
|  | Phaeothamniophyceae |
|  |                     |

|              | Schizocladiophyceae |
|              |                     |
| Phaeophyceae | ►                   |
|              | ►                   |

|  | Aurearenophyceae    |
|  |                     |
|  | Phaeothamniophyceae |
|  |                     |

|  | Xanthophyceae         |
|  |                       |
|  | (Chrysomerophyceae 1) |
|  |                       |

|              | Schizocladiophyceae |
|              |                     |
| Phaeophyceae | ►                   |
|              | ►                   |

|  | Aurearenophyceae    |
|  |                     |
|  | Phaeothamniophyceae |
|  |                     |

|              | Schizocladiophyceae |
|              |                     |
| Phaeophyceae | ►                   |
|              | ►                   |

|  | Aurearenophyceae    |
|  |                     |
|  | Phaeothamniophyceae |
|  |                     |

|  | Xanthophyceae         |
|  |                       |
|  | (Chrysomerophyceae 1) |
|  |                       |

|              | Schizocladiophyceae |
|              |                     |
| Phaeophyceae | ►                   |
|              | ►                   |

|  | Aurearenophyceae    |
|  |                     |
|  | Phaeothamniophyceae |
|  |                     |

|              | Schizocladiophyceae |
|              |                     |
| Phaeophyceae | ►                   |
|              | ►                   |

|  | Aurearenophyceae    |
|  |                     |
|  | Phaeothamniophyceae |
|  |                     |

|  | Xanthophyceae         |
|  |                       |
|  | (Chrysomerophyceae 1) |
|  |                       |

|              | Schizocladiophyceae |
|              |                     |
| Phaeophyceae | ►                   |
|              | ►                   |

|  | Aurearenophyceae    |
|  |                     |
|  | Phaeothamniophyceae |
|  |                     |

|              | Schizocladiophyceae |
|              |                     |
| Phaeophyceae | ►                   |
|              | ►                   |

|  | Aurearenophyceae    |
|  |                     |
|  | Phaeothamniophyceae |
|  |                     |

|  | Xanthophyceae         |
|  |                       |
|  | (Chrysomerophyceae 1) |
|  |                       |

|              | Schizocladiophyceae |
|              |                     |
| Phaeophyceae | ►                   |
|              | ►                   |

|  | Aurearenophyceae    |
|  |                     |
|  | Phaeothamniophyceae |
|  |                     |

|              | Schizocladiophyceae |
|              |                     |
| Phaeophyceae | ►                   |
|              | ►                   |

|  | Aurearenophyceae    |
|  |                     |
|  | Phaeothamniophyceae |
|  |                     |

|  | Xanthophyceae         |
|  |                       |
|  | (Chrysomerophyceae 1) |
|  |                       |

|              | Schizocladiophyceae |
|              |                     |
| Phaeophyceae | ►                   |
|              | ►                   |

|  | Aurearenophyceae    |
|  |                     |
|  | Phaeothamniophyceae |
|  |                     |

|              | Schizocladiophyceae |
|              |                     |
| Phaeophyceae | ►                   |
|              | ►                   |

|  | Aurearenophyceae    |
|  |                     |
|  | Phaeothamniophyceae |
|  |                     |

|  | Xanthophyceae         |
|  |                       |
|  | (Chrysomerophyceae 1) |
|  |                       |

|              | Schizocladiophyceae |
|              |                     |
| Phaeophyceae | ►                   |
|              | ►                   |

|  | Aurearenophyceae    |
|  |                     |
|  | Phaeothamniophyceae |
|  |                     |

|              | Schizocladiophyceae |
|              |                     |
| Phaeophyceae | ►                   |
|              | ►                   |

|  | Aurearenophyceae    |
|  |                     |
|  | Phaeothamniophyceae |
|  |                     |

|  | Xanthophyceae         |
|  |                       |
|  | (Chrysomerophyceae 1) |
|  |                       |

|              | Schizocladiophyceae |
|              |                     |
| Phaeophyceae | ►                   |
|              | ►                   |

|  | Aurearenophyceae    |
|  |                     |
|  | Phaeothamniophyceae |
|  |                     |

|              | Schizocladiophyceae |
|              |                     |
| Phaeophyceae | ►                   |
|              | ►                   |

|  | Aurearenophyceae    |
|  |                     |
|  | Phaeothamniophyceae |
|  |                     |

|  | Xanthophyceae         |
|  |                       |
|  | (Chrysomerophyceae 1) |
|  |                       |

|     | Dictyochophyceae |
|     | |
|     | \| \| Synchromophyceae \| \| \| \| \| \| Synurophyceae+Chrysophyceae \| \| \| \| \| (?) \| Picophagea \| \| \| Picophagea \| |
|     | |
|     | Synchromophyceae |
|     | |
|     | Synurophyceae+Chrysophyceae                                                                                                  |
|     | |
| (?) | Picophagea |
|     | Picophagea |

|     | Synchromophyceae            |
|     |                             |
|     | Synurophyceae+Chrysophyceae |
|     |                             |
| (?) | Picophagea                  |
|     | Picophagea                  |

|  | Pinguiophyceae |
|  |                |
|  | Pelagophyceae  |
|  |                |

|              | Schizocladiophyceae |
|              |                     |
| Phaeophyceae | ►                   |
|              | ►                   |

|  | Aurearenophyceae    |
|  |                     |
|  | Phaeothamniophyceae |
|  |                     |

|              | Schizocladiophyceae |
|              |                     |
| Phaeophyceae | ►                   |
|              | ►                   |

|  | Aurearenophyceae    |
|  |                     |
|  | Phaeothamniophyceae |
|  |                     |

|  | Xanthophyceae         |
|  |                       |
|  | (Chrysomerophyceae 1) |
|  |                       |

|              | Schizocladiophyceae |
|              |                     |
| Phaeophyceae | ►                   |
|              | ►                   |

|  | Aurearenophyceae    |
|  |                     |
|  | Phaeothamniophyceae |
|  |                     |

|              | Schizocladiophyceae |
|              |                     |
| Phaeophyceae | ►                   |
|              | ►                   |

|  | Aurearenophyceae    |
|  |                     |
|  | Phaeothamniophyceae |
|  |                     |

|  | Xanthophyceae         |
|  |                       |
|  | (Chrysomerophyceae 1) |
|  |                       |

|              | Schizocladiophyceae |
|              |                     |
| Phaeophyceae | ►                   |
|              | ►                   |

|  | Aurearenophyceae    |
|  |                     |
|  | Phaeothamniophyceae |
|  |                     |

|              | Schizocladiophyceae |
|              |                     |
| Phaeophyceae | ►                   |
|              | ►                   |

|  | Aurearenophyceae    |
|  |                     |
|  | Phaeothamniophyceae |
|  |                     |

|  | Xanthophyceae         |
|  |                       |
|  | (Chrysomerophyceae 1) |
|  |                       |

|              | Schizocladiophyceae |
|              |                     |
| Phaeophyceae | ►                   |
|              | ►                   |

|  | Aurearenophyceae    |
|  |                     |
|  | Phaeothamniophyceae |
|  |                     |

|              | Schizocladiophyceae |
|              |                     |
| Phaeophyceae | ►                   |
|              | ►                   |

|  | Aurearenophyceae    |
|  |                     |
|  | Phaeothamniophyceae |
|  |                     |

|  | Xanthophyceae         |
|  |                       |
|  | (Chrysomerophyceae 1) |
|  |                       |

|              | Schizocladiophyceae |
|              |                     |
| Phaeophyceae | ►                   |
|              | ►                   |

|  | Aurearenophyceae    |
|  |                     |
|  | Phaeothamniophyceae |
|  |                     |

|              | Schizocladiophyceae |
|              |                     |
| Phaeophyceae | ►                   |
|              | ►                   |

|  | Aurearenophyceae    |
|  |                     |
|  | Phaeothamniophyceae |
|  |                     |

|  | Xanthophyceae         |
|  |                       |
|  | (Chrysomerophyceae 1) |
|  |                       |

|              | Schizocladiophyceae |
|              |                     |
| Phaeophyceae | ►                   |
|              | ►                   |

|  | Aurearenophyceae    |
|  |                     |
|  | Phaeothamniophyceae |
|  |                     |

|              | Schizocladiophyceae |
|              |                     |
| Phaeophyceae | ►                   |
|              | ►                   |

|  | Aurearenophyceae    |
|  |                     |
|  | Phaeothamniophyceae |
|  |                     |

|  | Xanthophyceae         |
|  |                       |
|  | (Chrysomerophyceae 1) |
|  |                       |

|              | Schizocladiophyceae |
|              |                     |
| Phaeophyceae | ►                   |
|              | ►                   |

|  | Aurearenophyceae    |
|  |                     |
|  | Phaeothamniophyceae |
|  |                     |

|              | Schizocladiophyceae |
|              |                     |
| Phaeophyceae | ►                   |
|              | ►                   |

|  | Aurearenophyceae    |
|  |                     |
|  | Phaeothamniophyceae |
|  |                     |

|  | Xanthophyceae         |
|  |                       |
|  | (Chrysomerophyceae 1) |
|  |                       |

|              | Schizocladiophyceae |
|              |                     |
| Phaeophyceae | ►                   |
|              | ►                   |

|  | Aurearenophyceae    |
|  |                     |
|  | Phaeothamniophyceae |
|  |                     |

|              | Schizocladiophyceae |
|              |                     |
| Phaeophyceae | ►                   |
|              | ►                   |

|  | Aurearenophyceae    |
|  |                     |
|  | Phaeothamniophyceae |
|  |                     |

|  | Xanthophyceae         |
|  |                       |
|  | (Chrysomerophyceae 1) |
|  |                       |

|  | Pinguiophyceae |
|  |                |
|  | Pelagophyceae  |
|  |                |

|              | Schizocladiophyceae |
|              |                     |
| Phaeophyceae | ►                   |
|              | ►                   |

|  | Aurearenophyceae    |
|  |                     |
|  | Phaeothamniophyceae |
|  |                     |

|              | Schizocladiophyceae |
|              |                     |
| Phaeophyceae | ►                   |
|              | ►                   |

|  | Aurearenophyceae    |
|  |                     |
|  | Phaeothamniophyceae |
|  |                     |

|  | Xanthophyceae         |
|  |                       |
|  | (Chrysomerophyceae 1) |
|  |                       |

|              | Schizocladiophyceae |
|              |                     |
| Phaeophyceae | ►                   |
|              | ►                   |

|  | Aurearenophyceae    |
|  |                     |
|  | Phaeothamniophyceae |
|  |                     |

|              | Schizocladiophyceae |
|              |                     |
| Phaeophyceae | ►                   |
|              | ►                   |

|  | Aurearenophyceae    |
|  |                     |
|  | Phaeothamniophyceae |
|  |                     |

|  | Xanthophyceae         |
|  |                       |
|  | (Chrysomerophyceae 1) |
|  |                       |

|              | Schizocladiophyceae |
|              |                     |
| Phaeophyceae | ►                   |
|              | ►                   |

|  | Aurearenophyceae    |
|  |                     |
|  | Phaeothamniophyceae |
|  |                     |

|              | Schizocladiophyceae |
|              |                     |
| Phaeophyceae | ►                   |
|              | ►                   |

|  | Aurearenophyceae    |
|  |                     |
|  | Phaeothamniophyceae |
|  |                     |

|  | Xanthophyceae         |
|  |                       |
|  | (Chrysomerophyceae 1) |
|  |                       |

|              | Schizocladiophyceae |
|              |                     |
| Phaeophyceae | ►                   |
|              | ►                   |

|  | Aurearenophyceae    |
|  |                     |
|  | Phaeothamniophyceae |
|  |                     |

|              | Schizocladiophyceae |
|              |                     |
| Phaeophyceae | ►                   |
|              | ►                   |

|  | Aurearenophyceae    |
|  |                     |
|  | Phaeothamniophyceae |
|  |                     |

|  | Xanthophyceae         |
|  |                       |
|  | (Chrysomerophyceae 1) |
|  |                       |

|              | Schizocladiophyceae |
|              |                     |
| Phaeophyceae | ►                   |
|              | ►                   |

|  | Aurearenophyceae    |
|  |                     |
|  | Phaeothamniophyceae |
|  |                     |

|              | Schizocladiophyceae |
|              |                     |
| Phaeophyceae | ►                   |
|              | ►                   |

|  | Aurearenophyceae    |
|  |                     |
|  | Phaeothamniophyceae |
|  |                     |

|  | Xanthophyceae         |
|  |                       |
|  | (Chrysomerophyceae 1) |
|  |                       |

|              | Schizocladiophyceae |
|              |                     |
| Phaeophyceae | ►                   |
|              | ►                   |

|  | Aurearenophyceae    |
|  |                     |
|  | Phaeothamniophyceae |
|  |                     |

|              | Schizocladiophyceae |
|              |                     |
| Phaeophyceae | ►                   |
|              | ►                   |

|  | Aurearenophyceae    |
|  |                     |
|  | Phaeothamniophyceae |
|  |                     |

|  | Xanthophyceae         |
|  |                       |
|  | (Chrysomerophyceae 1) |
|  |                       |

|              | Schizocladiophyceae |
|              |                     |
| Phaeophyceae | ►                   |
|              | ►                   |

|  | Aurearenophyceae    |
|  |                     |
|  | Phaeothamniophyceae |
|  |                     |

|              | Schizocladiophyceae |
|              |                     |
| Phaeophyceae | ►                   |
|              | ►                   |

|  | Aurearenophyceae    |
|  |                     |
|  | Phaeothamniophyceae |
|  |                     |

|  | Xanthophyceae         |
|  |                       |
|  | (Chrysomerophyceae 1) |
|  |                       |

|              | Schizocladiophyceae |
|              |                     |
| Phaeophyceae | ►                   |
|              | ►                   |

|  | Aurearenophyceae    |
|  |                     |
|  | Phaeothamniophyceae |
|  |                     |

|              | Schizocladiophyceae |
|              |                     |
| Phaeophyceae | ►                   |
|              | ►                   |

|  | Aurearenophyceae    |
|  |                     |
|  | Phaeothamniophyceae |
|  |                     |

|  | Xanthophyceae         |
|  |                       |
|  | (Chrysomerophyceae 1) |
|  |                       |

|  | Pinguiophyceae |
|  |                |
|  | Pelagophyceae  |
|  |                |

|              | Schizocladiophyceae |
|              |                     |
| Phaeophyceae | ►                   |
|              | ►                   |

|  | Aurearenophyceae    |
|  |                     |
|  | Phaeothamniophyceae |
|  |                     |

|              | Schizocladiophyceae |
|              |                     |
| Phaeophyceae | ►                   |
|              | ►                   |

|  | Aurearenophyceae    |
|  |                     |
|  | Phaeothamniophyceae |
|  |                     |

|  | Xanthophyceae         |
|  |                       |
|  | (Chrysomerophyceae 1) |
|  |                       |

|              | Schizocladiophyceae |
|              |                     |
| Phaeophyceae | ►                   |
|              | ►                   |

|  | Aurearenophyceae    |
|  |                     |
|  | Phaeothamniophyceae |
|  |                     |

|              | Schizocladiophyceae |
|              |                     |
| Phaeophyceae | ►                   |
|              | ►                   |

|  | Aurearenophyceae    |
|  |                     |
|  | Phaeothamniophyceae |
|  |                     |

|  | Xanthophyceae         |
|  |                       |
|  | (Chrysomerophyceae 1) |
|  |                       |

|              | Schizocladiophyceae |
|              |                     |
| Phaeophyceae | ►                   |
|              | ►                   |

|  | Aurearenophyceae    |
|  |                     |
|  | Phaeothamniophyceae |
|  |                     |

|              | Schizocladiophyceae |
|              |                     |
| Phaeophyceae | ►                   |
|              | ►                   |

|  | Aurearenophyceae    |
|  |                     |
|  | Phaeothamniophyceae |
|  |                     |

|  | Xanthophyceae         |
|  |                       |
|  | (Chrysomerophyceae 1) |
|  |                       |

|              | Schizocladiophyceae |
|              |                     |
| Phaeophyceae | ►                   |
|              | ►                   |

|  | Aurearenophyceae    |
|  |                     |
|  | Phaeothamniophyceae |
|  |                     |

|              | Schizocladiophyceae |
|              |                     |
| Phaeophyceae | ►                   |
|              | ►                   |

|  | Aurearenophyceae    |
|  |                     |
|  | Phaeothamniophyceae |
|  |                     |

|  | Xanthophyceae         |
|  |                       |
|  | (Chrysomerophyceae 1) |
|  |                       |

|              | Schizocladiophyceae |
|              |                     |
| Phaeophyceae | ►                   |
|              | ►                   |

|  | Aurearenophyceae    |
|  |                     |
|  | Phaeothamniophyceae |
|  |                     |

|              | Schizocladiophyceae |
|              |                     |
| Phaeophyceae | ►                   |
|              | ►                   |

|  | Aurearenophyceae    |
|  |                     |
|  | Phaeothamniophyceae |
|  |                     |

|  | Xanthophyceae         |
|  |                       |
|  | (Chrysomerophyceae 1) |
|  |                       |

|              | Schizocladiophyceae |
|              |                     |
| Phaeophyceae | ►                   |
|              | ►                   |

|  | Aurearenophyceae    |
|  |                     |
|  | Phaeothamniophyceae |
|  |                     |

|              | Schizocladiophyceae |
|              |                     |
| Phaeophyceae | ►                   |
|              | ►                   |

|  | Aurearenophyceae    |
|  |                     |
|  | Phaeothamniophyceae |
|  |                     |

|  | Xanthophyceae         |
|  |                       |
|  | (Chrysomerophyceae 1) |
|  |                       |

|              | Schizocladiophyceae |
|              |                     |
| Phaeophyceae | ►                   |
|              | ►                   |

|  | Aurearenophyceae    |
|  |                     |
|  | Phaeothamniophyceae |
|  |                     |

|              | Schizocladiophyceae |
|              |                     |
| Phaeophyceae | ►                   |
|              | ►                   |

|  | Aurearenophyceae    |
|  |                     |
|  | Phaeothamniophyceae |
|  |                     |

|  | Xanthophyceae         |
|  |                       |
|  | (Chrysomerophyceae 1) |
|  |                       |

|              | Schizocladiophyceae |
|              |                     |
| Phaeophyceae | ►                   |
|              | ►                   |

|  | Aurearenophyceae    |
|  |                     |
|  | Phaeothamniophyceae |
|  |                     |

|              | Schizocladiophyceae |
|              |                     |
| Phaeophyceae | ►                   |
|              | ►                   |

|  | Aurearenophyceae    |
|  |                     |
|  | Phaeothamniophyceae |
|  |                     |

|  | Xanthophyceae         |
|  |                       |
|  | (Chrysomerophyceae 1) |
|  |                       |

|  | Pinguiophyceae |
|  |                |
|  | Pelagophyceae  |
|  |                |

|              | Schizocladiophyceae |
|              |                     |
| Phaeophyceae | ►                   |
|              | ►                   |

|  | Aurearenophyceae    |
|  |                     |
|  | Phaeothamniophyceae |
|  |                     |

|              | Schizocladiophyceae |
|              |                     |
| Phaeophyceae | ►                   |
|              | ►                   |

|  | Aurearenophyceae    |
|  |                     |
|  | Phaeothamniophyceae |
|  |                     |

|  | Xanthophyceae         |
|  |                       |
|  | (Chrysomerophyceae 1) |
|  |                       |

|              | Schizocladiophyceae |
|              |                     |
| Phaeophyceae | ►                   |
|              | ►                   |

|  | Aurearenophyceae    |
|  |                     |
|  | Phaeothamniophyceae |
|  |                     |

|              | Schizocladiophyceae |
|              |                     |
| Phaeophyceae | ►                   |
|              | ►                   |

|  | Aurearenophyceae    |
|  |                     |
|  | Phaeothamniophyceae |
|  |                     |

|  | Xanthophyceae         |
|  |                       |
|  | (Chrysomerophyceae 1) |
|  |                       |

|              | Schizocladiophyceae |
|              |                     |
| Phaeophyceae | ►                   |
|              | ►                   |

|  | Aurearenophyceae    |
|  |                     |
|  | Phaeothamniophyceae |
|  |                     |

|              | Schizocladiophyceae |
|              |                     |
| Phaeophyceae | ►                   |
|              | ►                   |

|  | Aurearenophyceae    |
|  |                     |
|  | Phaeothamniophyceae |
|  |                     |

|  | Xanthophyceae         |
|  |                       |
|  | (Chrysomerophyceae 1) |
|  |                       |

|              | Schizocladiophyceae |
|              |                     |
| Phaeophyceae | ►                   |
|              | ►                   |

|  | Aurearenophyceae    |
|  |                     |
|  | Phaeothamniophyceae |
|  |                     |

|              | Schizocladiophyceae |
|              |                     |
| Phaeophyceae | ►                   |
|              | ►                   |

|  | Aurearenophyceae    |
|  |                     |
|  | Phaeothamniophyceae |
|  |                     |

|  | Xanthophyceae         |
|  |                       |
|  | (Chrysomerophyceae 1) |
|  |                       |

|              | Schizocladiophyceae |
|              |                     |
| Phaeophyceae | ►                   |
|              | ►                   |

|  | Aurearenophyceae    |
|  |                     |
|  | Phaeothamniophyceae |
|  |                     |

|              | Schizocladiophyceae |
|              |                     |
| Phaeophyceae | ►                   |
|              | ►                   |

|  | Aurearenophyceae    |
|  |                     |
|  | Phaeothamniophyceae |
|  |                     |

|  | Xanthophyceae         |
|  |                       |
|  | (Chrysomerophyceae 1) |
|  |                       |

|              | Schizocladiophyceae |
|              |                     |
| Phaeophyceae | ►                   |
|              | ►                   |

|  | Aurearenophyceae    |
|  |                     |
|  | Phaeothamniophyceae |
|  |                     |

|              | Schizocladiophyceae |
|              |                     |
| Phaeophyceae | ►                   |
|              | ►                   |

|  | Aurearenophyceae    |
|  |                     |
|  | Phaeothamniophyceae |
|  |                     |

|  | Xanthophyceae         |
|  |                       |
|  | (Chrysomerophyceae 1) |
|  |                       |

|              | Schizocladiophyceae |
|              |                     |
| Phaeophyceae | ►                   |
|              | ►                   |

|  | Aurearenophyceae    |
|  |                     |
|  | Phaeothamniophyceae |
|  |                     |

|              | Schizocladiophyceae |
|              |                     |
| Phaeophyceae | ►                   |
|              | ►                   |

|  | Aurearenophyceae    |
|  |                     |
|  | Phaeothamniophyceae |
|  |                     |

|  | Xanthophyceae         |
|  |                       |
|  | (Chrysomerophyceae 1) |
|  |                       |

|              | Schizocladiophyceae |
|              |                     |
| Phaeophyceae | ►                   |
|              | ►                   |

|  | Aurearenophyceae    |
|  |                     |
|  | Phaeothamniophyceae |
|  |                     |

|              | Schizocladiophyceae |
|              |                     |
| Phaeophyceae | ►                   |
|              | ►                   |

|  | Aurearenophyceae    |
|  |                     |
|  | Phaeothamniophyceae |
|  |                     |

|  | Xanthophyceae         |
|  |                       |
|  | (Chrysomerophyceae 1) |
|  |                       |

|  | Coscinodiscophyceae                                                |
|  |                                                                    |
|  | \| \| Bacillariophyceae \| \| \| \| \| \| Mediophyceae \| \| \| \| |
|  |                                                                    |
|  | Bacillariophyceae                                                  |
|  |                                                                    |
|  | Mediophyceae                                                       |
|  |                                                                    |

|  | Bacillariophyceae |
|  |                   |
|  | Mediophyceae      |
|  |                   |

|  | Coscinodiscophyceae                                                |
|  |                                                                    |
|  | \| \| Bacillariophyceae \| \| \| \| \| \| Mediophyceae \| \| \| \| |
|  |                                                                    |
|  | Bacillariophyceae                                                  |
|  |                                                                    |
|  | Mediophyceae                                                       |
|  |                                                                    |

|  | Bacillariophyceae |
|  |                   |
|  | Mediophyceae      |
|  |                   |

|     | Dictyochophyceae |
|     | |
|     | \| \| Synchromophyceae \| \| \| \| \| \| Synurophyceae+Chrysophyceae \| \| \| \| \| (?) \| Picophagea \| \| \| Picophagea \| |
|     | |
|     | Synchromophyceae |
|     | |
|     | Synurophyceae+Chrysophyceae                                                                                                  |
|     | |
| (?) | Picophagea |
|     | Picophagea |

|     | Synchromophyceae            |
|     |                             |
|     | Synurophyceae+Chrysophyceae |
|     |                             |
| (?) | Picophagea                  |
|     | Picophagea                  |

|  | Pinguiophyceae |
|  |                |
|  | Pelagophyceae  |
|  |                |

|              | Schizocladiophyceae |
|              |                     |
| Phaeophyceae | ►                   |
|              | ►                   |

|  | Aurearenophyceae    |
|  |                     |
|  | Phaeothamniophyceae |
|  |                     |

|              | Schizocladiophyceae |
|              |                     |
| Phaeophyceae | ►                   |
|              | ►                   |

|  | Aurearenophyceae    |
|  |                     |
|  | Phaeothamniophyceae |
|  |                     |

|  | Xanthophyceae         |
|  |                       |
|  | (Chrysomerophyceae 1) |
|  |                       |

|              | Schizocladiophyceae |
|              |                     |
| Phaeophyceae | ►                   |
|              | ►                   |

|  | Aurearenophyceae    |
|  |                     |
|  | Phaeothamniophyceae |
|  |                     |

|              | Schizocladiophyceae |
|              |                     |
| Phaeophyceae | ►                   |
|              | ►                   |

|  | Aurearenophyceae    |
|  |                     |
|  | Phaeothamniophyceae |
|  |                     |

|  | Xanthophyceae         |
|  |                       |
|  | (Chrysomerophyceae 1) |
|  |                       |

|              | Schizocladiophyceae |
|              |                     |
| Phaeophyceae | ►                   |
|              | ►                   |

|  | Aurearenophyceae    |
|  |                     |
|  | Phaeothamniophyceae |
|  |                     |

|              | Schizocladiophyceae |
|              |                     |
| Phaeophyceae | ►                   |
|              | ►                   |

|  | Aurearenophyceae    |
|  |                     |
|  | Phaeothamniophyceae |
|  |                     |

|  | Xanthophyceae         |
|  |                       |
|  | (Chrysomerophyceae 1) |
|  |                       |

|              | Schizocladiophyceae |
|              |                     |
| Phaeophyceae | ►                   |
|              | ►                   |

|  | Aurearenophyceae    |
|  |                     |
|  | Phaeothamniophyceae |
|  |                     |

|              | Schizocladiophyceae |
|              |                     |
| Phaeophyceae | ►                   |
|              | ►                   |

|  | Aurearenophyceae    |
|  |                     |
|  | Phaeothamniophyceae |
|  |                     |

|  | Xanthophyceae         |
|  |                       |
|  | (Chrysomerophyceae 1) |
|  |                       |

|              | Schizocladiophyceae |
|              |                     |
| Phaeophyceae | ►                   |
|              | ►                   |

|  | Aurearenophyceae    |
|  |                     |
|  | Phaeothamniophyceae |
|  |                     |

|              | Schizocladiophyceae |
|              |                     |
| Phaeophyceae | ►                   |
|              | ►                   |

|  | Aurearenophyceae    |
|  |                     |
|  | Phaeothamniophyceae |
|  |                     |

|  | Xanthophyceae         |
|  |                       |
|  | (Chrysomerophyceae 1) |
|  |                       |

|              | Schizocladiophyceae |
|              |                     |
| Phaeophyceae | ►                   |
|              | ►                   |

|  | Aurearenophyceae    |
|  |                     |
|  | Phaeothamniophyceae |
|  |                     |

|              | Schizocladiophyceae |
|              |                     |
| Phaeophyceae | ►                   |
|              | ►                   |

|  | Aurearenophyceae    |
|  |                     |
|  | Phaeothamniophyceae |
|  |                     |

|  | Xanthophyceae         |
|  |                       |
|  | (Chrysomerophyceae 1) |
|  |                       |

|              | Schizocladiophyceae |
|              |                     |
| Phaeophyceae | ►                   |
|              | ►                   |

|  | Aurearenophyceae    |
|  |                     |
|  | Phaeothamniophyceae |
|  |                     |

|              | Schizocladiophyceae |
|              |                     |
| Phaeophyceae | ►                   |
|              | ►                   |

|  | Aurearenophyceae    |
|  |                     |
|  | Phaeothamniophyceae |
|  |                     |

|  | Xanthophyceae         |
|  |                       |
|  | (Chrysomerophyceae 1) |
|  |                       |

|              | Schizocladiophyceae |
|              |                     |
| Phaeophyceae | ►                   |
|              | ►                   |

|  | Aurearenophyceae    |
|  |                     |
|  | Phaeothamniophyceae |
|  |                     |

|              | Schizocladiophyceae |
|              |                     |
| Phaeophyceae | ►                   |
|              | ►                   |

|  | Aurearenophyceae    |
|  |                     |
|  | Phaeothamniophyceae |
|  |                     |

|  | Xanthophyceae         |
|  |                       |
|  | (Chrysomerophyceae 1) |
|  |                       |

|  | Pinguiophyceae |
|  |                |
|  | Pelagophyceae  |
|  |                |

|              | Schizocladiophyceae |
|              |                     |
| Phaeophyceae | ►                   |
|              | ►                   |

|  | Aurearenophyceae    |
|  |                     |
|  | Phaeothamniophyceae |
|  |                     |

|              | Schizocladiophyceae |
|              |                     |
| Phaeophyceae | ►                   |
|              | ►                   |

|  | Aurearenophyceae    |
|  |                     |
|  | Phaeothamniophyceae |
|  |                     |

|  | Xanthophyceae         |
|  |                       |
|  | (Chrysomerophyceae 1) |
|  |                       |

|              | Schizocladiophyceae |
|              |                     |
| Phaeophyceae | ►                   |
|              | ►                   |

|  | Aurearenophyceae    |
|  |                     |
|  | Phaeothamniophyceae |
|  |                     |

|              | Schizocladiophyceae |
|              |                     |
| Phaeophyceae | ►                   |
|              | ►                   |

|  | Aurearenophyceae    |
|  |                     |
|  | Phaeothamniophyceae |
|  |                     |

|  | Xanthophyceae         |
|  |                       |
|  | (Chrysomerophyceae 1) |
|  |                       |

|              | Schizocladiophyceae |
|              |                     |
| Phaeophyceae | ►                   |
|              | ►                   |

|  | Aurearenophyceae    |
|  |                     |
|  | Phaeothamniophyceae |
|  |                     |

|              | Schizocladiophyceae |
|              |                     |
| Phaeophyceae | ►                   |
|              | ►                   |

|  | Aurearenophyceae    |
|  |                     |
|  | Phaeothamniophyceae |
|  |                     |

|  | Xanthophyceae         |
|  |                       |
|  | (Chrysomerophyceae 1) |
|  |                       |

|              | Schizocladiophyceae |
|              |                     |
| Phaeophyceae | ►                   |
|              | ►                   |

|  | Aurearenophyceae    |
|  |                     |
|  | Phaeothamniophyceae |
|  |                     |

|              | Schizocladiophyceae |
|              |                     |
| Phaeophyceae | ►                   |
|              | ►                   |

|  | Aurearenophyceae    |
|  |                     |
|  | Phaeothamniophyceae |
|  |                     |

|  | Xanthophyceae         |
|  |                       |
|  | (Chrysomerophyceae 1) |
|  |                       |

|              | Schizocladiophyceae |
|              |                     |
| Phaeophyceae | ►                   |
|              | ►                   |

|  | Aurearenophyceae    |
|  |                     |
|  | Phaeothamniophyceae |
|  |                     |

|              | Schizocladiophyceae |
|              |                     |
| Phaeophyceae | ►                   |
|              | ►                   |

|  | Aurearenophyceae    |
|  |                     |
|  | Phaeothamniophyceae |
|  |                     |

|  | Xanthophyceae         |
|  |                       |
|  | (Chrysomerophyceae 1) |
|  |                       |

|              | Schizocladiophyceae |
|              |                     |
| Phaeophyceae | ►                   |
|              | ►                   |

|  | Aurearenophyceae    |
|  |                     |
|  | Phaeothamniophyceae |
|  |                     |

|              | Schizocladiophyceae |
|              |                     |
| Phaeophyceae | ►                   |
|              | ►                   |

|  | Aurearenophyceae    |
|  |                     |
|  | Phaeothamniophyceae |
|  |                     |

|  | Xanthophyceae         |
|  |                       |
|  | (Chrysomerophyceae 1) |
|  |                       |

|              | Schizocladiophyceae |
|              |                     |
| Phaeophyceae | ►                   |
|              | ►                   |

|  | Aurearenophyceae    |
|  |                     |
|  | Phaeothamniophyceae |
|  |                     |

|              | Schizocladiophyceae |
|              |                     |
| Phaeophyceae | ►                   |
|              | ►                   |

|  | Aurearenophyceae    |
|  |                     |
|  | Phaeothamniophyceae |
|  |                     |

|  | Xanthophyceae         |
|  |                       |
|  | (Chrysomerophyceae 1) |
|  |                       |

|              | Schizocladiophyceae |
|              |                     |
| Phaeophyceae | ►                   |
|              | ►                   |

|  | Aurearenophyceae    |
|  |                     |
|  | Phaeothamniophyceae |
|  |                     |

|              | Schizocladiophyceae |
|              |                     |
| Phaeophyceae | ►                   |
|              | ►                   |

|  | Aurearenophyceae    |
|  |                     |
|  | Phaeothamniophyceae |
|  |                     |

|  | Xanthophyceae         |
|  |                       |
|  | (Chrysomerophyceae 1) |
|  |                       |

|  | Pinguiophyceae |
|  |                |
|  | Pelagophyceae  |
|  |                |

|              | Schizocladiophyceae |
|              |                     |
| Phaeophyceae | ►                   |
|              | ►                   |

|  | Aurearenophyceae    |
|  |                     |
|  | Phaeothamniophyceae |
|  |                     |

|              | Schizocladiophyceae |
|              |                     |
| Phaeophyceae | ►                   |
|              | ►                   |

|  | Aurearenophyceae    |
|  |                     |
|  | Phaeothamniophyceae |
|  |                     |

|  | Xanthophyceae         |
|  |                       |
|  | (Chrysomerophyceae 1) |
|  |                       |

|              | Schizocladiophyceae |
|              |                     |
| Phaeophyceae | ►                   |
|              | ►                   |

|  | Aurearenophyceae    |
|  |                     |
|  | Phaeothamniophyceae |
|  |                     |

|              | Schizocladiophyceae |
|              |                     |
| Phaeophyceae | ►                   |
|              | ►                   |

|  | Aurearenophyceae    |
|  |                     |
|  | Phaeothamniophyceae |
|  |                     |

|  | Xanthophyceae         |
|  |                       |
|  | (Chrysomerophyceae 1) |
|  |                       |

|              | Schizocladiophyceae |
|              |                     |
| Phaeophyceae | ►                   |
|              | ►                   |

|  | Aurearenophyceae    |
|  |                     |
|  | Phaeothamniophyceae |
|  |                     |

|              | Schizocladiophyceae |
|              |                     |
| Phaeophyceae | ►                   |
|              | ►                   |

|  | Aurearenophyceae    |
|  |                     |
|  | Phaeothamniophyceae |
|  |                     |

|  | Xanthophyceae         |
|  |                       |
|  | (Chrysomerophyceae 1) |
|  |                       |

|              | Schizocladiophyceae |
|              |                     |
| Phaeophyceae | ►                   |
|              | ►                   |

|  | Aurearenophyceae    |
|  |                     |
|  | Phaeothamniophyceae |
|  |                     |

|              | Schizocladiophyceae |
|              |                     |
| Phaeophyceae | ►                   |
|              | ►                   |

|  | Aurearenophyceae    |
|  |                     |
|  | Phaeothamniophyceae |
|  |                     |

|  | Xanthophyceae         |
|  |                       |
|  | (Chrysomerophyceae 1) |
|  |                       |

|              | Schizocladiophyceae |
|              |                     |
| Phaeophyceae | ►                   |
|              | ►                   |

|  | Aurearenophyceae    |
|  |                     |
|  | Phaeothamniophyceae |
|  |                     |

|              | Schizocladiophyceae |
|              |                     |
| Phaeophyceae | ►                   |
|              | ►                   |

|  | Aurearenophyceae    |
|  |                     |
|  | Phaeothamniophyceae |
|  |                     |

|  | Xanthophyceae         |
|  |                       |
|  | (Chrysomerophyceae 1) |
|  |                       |

|              | Schizocladiophyceae |
|              |                     |
| Phaeophyceae | ►                   |
|              | ►                   |

|  | Aurearenophyceae    |
|  |                     |
|  | Phaeothamniophyceae |
|  |                     |

|              | Schizocladiophyceae |
|              |                     |
| Phaeophyceae | ►                   |
|              | ►                   |

|  | Aurearenophyceae    |
|  |                     |
|  | Phaeothamniophyceae |
|  |                     |

|  | Xanthophyceae         |
|  |                       |
|  | (Chrysomerophyceae 1) |
|  |                       |

|              | Schizocladiophyceae |
|              |                     |
| Phaeophyceae | ►                   |
|              | ►                   |

|  | Aurearenophyceae    |
|  |                     |
|  | Phaeothamniophyceae |
|  |                     |

|              | Schizocladiophyceae |
|              |                     |
| Phaeophyceae | ►                   |
|              | ►                   |

|  | Aurearenophyceae    |
|  |                     |
|  | Phaeothamniophyceae |
|  |                     |

|  | Xanthophyceae         |
|  |                       |
|  | (Chrysomerophyceae 1) |
|  |                       |

|              | Schizocladiophyceae |
|              |                     |
| Phaeophyceae | ►                   |
|              | ►                   |

|  | Aurearenophyceae    |
|  |                     |
|  | Phaeothamniophyceae |
|  |                     |

|              | Schizocladiophyceae |
|              |                     |
| Phaeophyceae | ►                   |
|              | ►                   |

|  | Aurearenophyceae    |
|  |                     |
|  | Phaeothamniophyceae |
|  |                     |

|  | Xanthophyceae         |
|  |                       |
|  | (Chrysomerophyceae 1) |
|  |                       |

|  | Pinguiophyceae |
|  |                |
|  | Pelagophyceae  |
|  |                |

|              | Schizocladiophyceae |
|              |                     |
| Phaeophyceae | ►                   |
|              | ►                   |

|  | Aurearenophyceae    |
|  |                     |
|  | Phaeothamniophyceae |
|  |                     |

|              | Schizocladiophyceae |
|              |                     |
| Phaeophyceae | ►                   |
|              | ►                   |

|  | Aurearenophyceae    |
|  |                     |
|  | Phaeothamniophyceae |
|  |                     |

|  | Xanthophyceae         |
|  |                       |
|  | (Chrysomerophyceae 1) |
|  |                       |

|              | Schizocladiophyceae |
|              |                     |
| Phaeophyceae | ►                   |
|              | ►                   |

|  | Aurearenophyceae    |
|  |                     |
|  | Phaeothamniophyceae |
|  |                     |

|              | Schizocladiophyceae |
|              |                     |
| Phaeophyceae | ►                   |
|              | ►                   |

|  | Aurearenophyceae    |
|  |                     |
|  | Phaeothamniophyceae |
|  |                     |

|  | Xanthophyceae         |
|  |                       |
|  | (Chrysomerophyceae 1) |
|  |                       |

|              | Schizocladiophyceae |
|              |                     |
| Phaeophyceae | ►                   |
|              | ►                   |

|  | Aurearenophyceae    |
|  |                     |
|  | Phaeothamniophyceae |
|  |                     |

|              | Schizocladiophyceae |
|              |                     |
| Phaeophyceae | ►                   |
|              | ►                   |

|  | Aurearenophyceae    |
|  |                     |
|  | Phaeothamniophyceae |
|  |                     |

|  | Xanthophyceae         |
|  |                       |
|  | (Chrysomerophyceae 1) |
|  |                       |

|              | Schizocladiophyceae |
|              |                     |
| Phaeophyceae | ►                   |
|              | ►                   |

|  | Aurearenophyceae    |
|  |                     |
|  | Phaeothamniophyceae |
|  |                     |

|              | Schizocladiophyceae |
|              |                     |
| Phaeophyceae | ►                   |
|              | ►                   |

|  | Aurearenophyceae    |
|  |                     |
|  | Phaeothamniophyceae |
|  |                     |

|  | Xanthophyceae         |
|  |                       |
|  | (Chrysomerophyceae 1) |
|  |                       |

|              | Schizocladiophyceae |
|              |                     |
| Phaeophyceae | ►                   |
|              | ►                   |

|  | Aurearenophyceae    |
|  |                     |
|  | Phaeothamniophyceae |
|  |                     |

|              | Schizocladiophyceae |
|              |                     |
| Phaeophyceae | ►                   |
|              | ►                   |

|  | Aurearenophyceae    |
|  |                     |
|  | Phaeothamniophyceae |
|  |                     |

|  | Xanthophyceae         |
|  |                       |
|  | (Chrysomerophyceae 1) |
|  |                       |

|              | Schizocladiophyceae |
|              |                     |
| Phaeophyceae | ►                   |
|              | ►                   |

|  | Aurearenophyceae    |
|  |                     |
|  | Phaeothamniophyceae |
|  |                     |

|              | Schizocladiophyceae |
|              |                     |
| Phaeophyceae | ►                   |
|              | ►                   |

|  | Aurearenophyceae    |
|  |                     |
|  | Phaeothamniophyceae |
|  |                     |

|  | Xanthophyceae         |
|  |                       |
|  | (Chrysomerophyceae 1) |
|  |                       |

|              | Schizocladiophyceae |
|              |                     |
| Phaeophyceae | ►                   |
|              | ►                   |

|  | Aurearenophyceae    |
|  |                     |
|  | Phaeothamniophyceae |
|  |                     |

|              | Schizocladiophyceae |
|              |                     |
| Phaeophyceae | ►                   |
|              | ►                   |

|  | Aurearenophyceae    |
|  |                     |
|  | Phaeothamniophyceae |
|  |                     |

|  | Xanthophyceae         |
|  |                       |
|  | (Chrysomerophyceae 1) |
|  |                       |

|              | Schizocladiophyceae |
|              |                     |
| Phaeophyceae | ►                   |
|              | ►                   |

|  | Aurearenophyceae    |
|  |                     |
|  | Phaeothamniophyceae |
|  |                     |

|              | Schizocladiophyceae |
|              |                     |
| Phaeophyceae | ►                   |
|              | ►                   |

|  | Aurearenophyceae    |
|  |                     |
|  | Phaeothamniophyceae |
|  |                     |

|  | Xanthophyceae         |
|  |                       |
|  | (Chrysomerophyceae 1) |
|  |                       |

|     | Dictyochophyceae |
|     | |
|     | \| \| Synchromophyceae \| \| \| \| \| \| Synurophyceae+Chrysophyceae \| \| \| \| \| (?) \| Picophagea \| \| \| Picophagea \| |
|     | |
|     | Synchromophyceae |
|     | |
|     | Synurophyceae+Chrysophyceae                                                                                                  |
|     | |
| (?) | Picophagea |
|     | Picophagea |

|     | Synchromophyceae            |
|     |                             |
|     | Synurophyceae+Chrysophyceae |
|     |                             |
| (?) | Picophagea                  |
|     | Picophagea                  |

|  | Pinguiophyceae |
|  |                |
|  | Pelagophyceae  |
|  |                |

|              | Schizocladiophyceae |
|              |                     |
| Phaeophyceae | ►                   |
|              | ►                   |

|  | Aurearenophyceae    |
|  |                     |
|  | Phaeothamniophyceae |
|  |                     |

|              | Schizocladiophyceae |
|              |                     |
| Phaeophyceae | ►                   |
|              | ►                   |

|  | Aurearenophyceae    |
|  |                     |
|  | Phaeothamniophyceae |
|  |                     |

|  | Xanthophyceae         |
|  |                       |
|  | (Chrysomerophyceae 1) |
|  |                       |

|              | Schizocladiophyceae |
|              |                     |
| Phaeophyceae | ►                   |
|              | ►                   |

|  | Aurearenophyceae    |
|  |                     |
|  | Phaeothamniophyceae |
|  |                     |

|              | Schizocladiophyceae |
|              |                     |
| Phaeophyceae | ►                   |
|              | ►                   |

|  | Aurearenophyceae    |
|  |                     |
|  | Phaeothamniophyceae |
|  |                     |

|  | Xanthophyceae         |
|  |                       |
|  | (Chrysomerophyceae 1) |
|  |                       |

|              | Schizocladiophyceae |
|              |                     |
| Phaeophyceae | ►                   |
|              | ►                   |

|  | Aurearenophyceae    |
|  |                     |
|  | Phaeothamniophyceae |
|  |                     |

|              | Schizocladiophyceae |
|              |                     |
| Phaeophyceae | ►                   |
|              | ►                   |

|  | Aurearenophyceae    |
|  |                     |
|  | Phaeothamniophyceae |
|  |                     |

|  | Xanthophyceae         |
|  |                       |
|  | (Chrysomerophyceae 1) |
|  |                       |

|              | Schizocladiophyceae |
|              |                     |
| Phaeophyceae | ►                   |
|              | ►                   |

|  | Aurearenophyceae    |
|  |                     |
|  | Phaeothamniophyceae |
|  |                     |

|              | Schizocladiophyceae |
|              |                     |
| Phaeophyceae | ►                   |
|              | ►                   |

|  | Aurearenophyceae    |
|  |                     |
|  | Phaeothamniophyceae |
|  |                     |

|  | Xanthophyceae         |
|  |                       |
|  | (Chrysomerophyceae 1) |
|  |                       |

|              | Schizocladiophyceae |
|              |                     |
| Phaeophyceae | ►                   |
|              | ►                   |

|  | Aurearenophyceae    |
|  |                     |
|  | Phaeothamniophyceae |
|  |                     |

|              | Schizocladiophyceae |
|              |                     |
| Phaeophyceae | ►                   |
|              | ►                   |

|  | Aurearenophyceae    |
|  |                     |
|  | Phaeothamniophyceae |
|  |                     |

|  | Xanthophyceae         |
|  |                       |
|  | (Chrysomerophyceae 1) |
|  |                       |

|              | Schizocladiophyceae |
|              |                     |
| Phaeophyceae | ►                   |
|              | ►                   |

|  | Aurearenophyceae    |
|  |                     |
|  | Phaeothamniophyceae |
|  |                     |

|              | Schizocladiophyceae |
|              |                     |
| Phaeophyceae | ►                   |
|              | ►                   |

|  | Aurearenophyceae    |
|  |                     |
|  | Phaeothamniophyceae |
|  |                     |

|  | Xanthophyceae         |
|  |                       |
|  | (Chrysomerophyceae 1) |
|  |                       |

|              | Schizocladiophyceae |
|              |                     |
| Phaeophyceae | ►                   |
|              | ►                   |

|  | Aurearenophyceae    |
|  |                     |
|  | Phaeothamniophyceae |
|  |                     |

|              | Schizocladiophyceae |
|              |                     |
| Phaeophyceae | ►                   |
|              | ►                   |

|  | Aurearenophyceae    |
|  |                     |
|  | Phaeothamniophyceae |
|  |                     |

|  | Xanthophyceae         |
|  |                       |
|  | (Chrysomerophyceae 1) |
|  |                       |

|              | Schizocladiophyceae |
|              |                     |
| Phaeophyceae | ►                   |
|              | ►                   |

|  | Aurearenophyceae    |
|  |                     |
|  | Phaeothamniophyceae |
|  |                     |

|              | Schizocladiophyceae |
|              |                     |
| Phaeophyceae | ►                   |
|              | ►                   |

|  | Aurearenophyceae    |
|  |                     |
|  | Phaeothamniophyceae |
|  |                     |

|  | Xanthophyceae         |
|  |                       |
|  | (Chrysomerophyceae 1) |
|  |                       |

|  | Pinguiophyceae |
|  |                |
|  | Pelagophyceae  |
|  |                |

|              | Schizocladiophyceae |
|              |                     |
| Phaeophyceae | ►                   |
|              | ►                   |

|  | Aurearenophyceae    |
|  |                     |
|  | Phaeothamniophyceae |
|  |                     |

|              | Schizocladiophyceae |
|              |                     |
| Phaeophyceae | ►                   |
|              | ►                   |

|  | Aurearenophyceae    |
|  |                     |
|  | Phaeothamniophyceae |
|  |                     |

|  | Xanthophyceae         |
|  |                       |
|  | (Chrysomerophyceae 1) |
|  |                       |

|              | Schizocladiophyceae |
|              |                     |
| Phaeophyceae | ►                   |
|              | ►                   |

|  | Aurearenophyceae    |
|  |                     |
|  | Phaeothamniophyceae |
|  |                     |

|              | Schizocladiophyceae |
|              |                     |
| Phaeophyceae | ►                   |
|              | ►                   |

|  | Aurearenophyceae    |
|  |                     |
|  | Phaeothamniophyceae |
|  |                     |

|  | Xanthophyceae         |
|  |                       |
|  | (Chrysomerophyceae 1) |
|  |                       |

|              | Schizocladiophyceae |
|              |                     |
| Phaeophyceae | ►                   |
|              | ►                   |

|  | Aurearenophyceae    |
|  |                     |
|  | Phaeothamniophyceae |
|  |                     |

|              | Schizocladiophyceae |
|              |                     |
| Phaeophyceae | ►                   |
|              | ►                   |

|  | Aurearenophyceae    |
|  |                     |
|  | Phaeothamniophyceae |
|  |                     |

|  | Xanthophyceae         |
|  |                       |
|  | (Chrysomerophyceae 1) |
|  |                       |

|              | Schizocladiophyceae |
|              |                     |
| Phaeophyceae | ►                   |
|              | ►                   |

|  | Aurearenophyceae    |
|  |                     |
|  | Phaeothamniophyceae |
|  |                     |

|              | Schizocladiophyceae |
|              |                     |
| Phaeophyceae | ►                   |
|              | ►                   |

|  | Aurearenophyceae    |
|  |                     |
|  | Phaeothamniophyceae |
|  |                     |

|  | Xanthophyceae         |
|  |                       |
|  | (Chrysomerophyceae 1) |
|  |                       |

|              | Schizocladiophyceae |
|              |                     |
| Phaeophyceae | ►                   |
|              | ►                   |

|  | Aurearenophyceae    |
|  |                     |
|  | Phaeothamniophyceae |
|  |                     |

|              | Schizocladiophyceae |
|              |                     |
| Phaeophyceae | ►                   |
|              | ►                   |

|  | Aurearenophyceae    |
|  |                     |
|  | Phaeothamniophyceae |
|  |                     |

|  | Xanthophyceae         |
|  |                       |
|  | (Chrysomerophyceae 1) |
|  |                       |

|              | Schizocladiophyceae |
|              |                     |
| Phaeophyceae | ►                   |
|              | ►                   |

|  | Aurearenophyceae    |
|  |                     |
|  | Phaeothamniophyceae |
|  |                     |

|              | Schizocladiophyceae |
|              |                     |
| Phaeophyceae | ►                   |
|              | ►                   |

|  | Aurearenophyceae    |
|  |                     |
|  | Phaeothamniophyceae |
|  |                     |

|  | Xanthophyceae         |
|  |                       |
|  | (Chrysomerophyceae 1) |
|  |                       |

|              | Schizocladiophyceae |
|              |                     |
| Phaeophyceae | ►                   |
|              | ►                   |

|  | Aurearenophyceae    |
|  |                     |
|  | Phaeothamniophyceae |
|  |                     |

|              | Schizocladiophyceae |
|              |                     |
| Phaeophyceae | ►                   |
|              | ►                   |

|  | Aurearenophyceae    |
|  |                     |
|  | Phaeothamniophyceae |
|  |                     |

|  | Xanthophyceae         |
|  |                       |
|  | (Chrysomerophyceae 1) |
|  |                       |

|              | Schizocladiophyceae |
|              |                     |
| Phaeophyceae | ►                   |
|              | ►                   |

|  | Aurearenophyceae    |
|  |                     |
|  | Phaeothamniophyceae |
|  |                     |

|              | Schizocladiophyceae |
|              |                     |
| Phaeophyceae | ►                   |
|              | ►                   |

|  | Aurearenophyceae    |
|  |                     |
|  | Phaeothamniophyceae |
|  |                     |

|  | Xanthophyceae         |
|  |                       |
|  | (Chrysomerophyceae 1) |
|  |                       |

|  | Pinguiophyceae |
|  |                |
|  | Pelagophyceae  |
|  |                |

|              | Schizocladiophyceae |
|              |                     |
| Phaeophyceae | ►                   |
|              | ►                   |

|  | Aurearenophyceae    |
|  |                     |
|  | Phaeothamniophyceae |
|  |                     |

|              | Schizocladiophyceae |
|              |                     |
| Phaeophyceae | ►                   |
|              | ►                   |

|  | Aurearenophyceae    |
|  |                     |
|  | Phaeothamniophyceae |
|  |                     |

|  | Xanthophyceae         |
|  |                       |
|  | (Chrysomerophyceae 1) |
|  |                       |

|              | Schizocladiophyceae |
|              |                     |
| Phaeophyceae | ►                   |
|              | ►                   |

|  | Aurearenophyceae    |
|  |                     |
|  | Phaeothamniophyceae |
|  |                     |

|              | Schizocladiophyceae |
|              |                     |
| Phaeophyceae | ►                   |
|              | ►                   |

|  | Aurearenophyceae    |
|  |                     |
|  | Phaeothamniophyceae |
|  |                     |

|  | Xanthophyceae         |
|  |                       |
|  | (Chrysomerophyceae 1) |
|  |                       |

|              | Schizocladiophyceae |
|              |                     |
| Phaeophyceae | ►                   |
|              | ►                   |

|  | Aurearenophyceae    |
|  |                     |
|  | Phaeothamniophyceae |
|  |                     |

|              | Schizocladiophyceae |
|              |                     |
| Phaeophyceae | ►                   |
|              | ►                   |

|  | Aurearenophyceae    |
|  |                     |
|  | Phaeothamniophyceae |
|  |                     |

|  | Xanthophyceae         |
|  |                       |
|  | (Chrysomerophyceae 1) |
|  |                       |

|              | Schizocladiophyceae |
|              |                     |
| Phaeophyceae | ►                   |
|              | ►                   |

|  | Aurearenophyceae    |
|  |                     |
|  | Phaeothamniophyceae |
|  |                     |

|              | Schizocladiophyceae |
|              |                     |
| Phaeophyceae | ►                   |
|              | ►                   |

|  | Aurearenophyceae    |
|  |                     |
|  | Phaeothamniophyceae |
|  |                     |

|  | Xanthophyceae         |
|  |                       |
|  | (Chrysomerophyceae 1) |
|  |                       |

|              | Schizocladiophyceae |
|              |                     |
| Phaeophyceae | ►                   |
|              | ►                   |

|  | Aurearenophyceae    |
|  |                     |
|  | Phaeothamniophyceae |
|  |                     |

|              | Schizocladiophyceae |
|              |                     |
| Phaeophyceae | ►                   |
|              | ►                   |

|  | Aurearenophyceae    |
|  |                     |
|  | Phaeothamniophyceae |
|  |                     |

|  | Xanthophyceae         |
|  |                       |
|  | (Chrysomerophyceae 1) |
|  |                       |

|              | Schizocladiophyceae |
|              |                     |
| Phaeophyceae | ►                   |
|              | ►                   |

|  | Aurearenophyceae    |
|  |                     |
|  | Phaeothamniophyceae |
|  |                     |

|              | Schizocladiophyceae |
|              |                     |
| Phaeophyceae | ►                   |
|              | ►                   |

|  | Aurearenophyceae    |
|  |                     |
|  | Phaeothamniophyceae |
|  |                     |

|  | Xanthophyceae         |
|  |                       |
|  | (Chrysomerophyceae 1) |
|  |                       |

|              | Schizocladiophyceae |
|              |                     |
| Phaeophyceae | ►                   |
|              | ►                   |

|  | Aurearenophyceae    |
|  |                     |
|  | Phaeothamniophyceae |
|  |                     |

|              | Schizocladiophyceae |
|              |                     |
| Phaeophyceae | ►                   |
|              | ►                   |

|  | Aurearenophyceae    |
|  |                     |
|  | Phaeothamniophyceae |
|  |                     |

|  | Xanthophyceae         |
|  |                       |
|  | (Chrysomerophyceae 1) |
|  |                       |

|              | Schizocladiophyceae |
|              |                     |
| Phaeophyceae | ►                   |
|              | ►                   |

|  | Aurearenophyceae    |
|  |                     |
|  | Phaeothamniophyceae |
|  |                     |

|              | Schizocladiophyceae |
|              |                     |
| Phaeophyceae | ►                   |
|              | ►                   |

|  | Aurearenophyceae    |
|  |                     |
|  | Phaeothamniophyceae |
|  |                     |

|  | Xanthophyceae         |
|  |                       |
|  | (Chrysomerophyceae 1) |
|  |                       |

|  | Pinguiophyceae |
|  |                |
|  | Pelagophyceae  |
|  |                |

|              | Schizocladiophyceae |
|              |                     |
| Phaeophyceae | ►                   |
|              | ►                   |

|  | Aurearenophyceae    |
|  |                     |
|  | Phaeothamniophyceae |
|  |                     |

|              | Schizocladiophyceae |
|              |                     |
| Phaeophyceae | ►                   |
|              | ►                   |

|  | Aurearenophyceae    |
|  |                     |
|  | Phaeothamniophyceae |
|  |                     |

|  | Xanthophyceae         |
|  |                       |
|  | (Chrysomerophyceae 1) |
|  |                       |

|              | Schizocladiophyceae |
|              |                     |
| Phaeophyceae | ►                   |
|              | ►                   |

|  | Aurearenophyceae    |
|  |                     |
|  | Phaeothamniophyceae |
|  |                     |

|              | Schizocladiophyceae |
|              |                     |
| Phaeophyceae | ►                   |
|              | ►                   |

|  | Aurearenophyceae    |
|  |                     |
|  | Phaeothamniophyceae |
|  |                     |

|  | Xanthophyceae         |
|  |                       |
|  | (Chrysomerophyceae 1) |
|  |                       |

|              | Schizocladiophyceae |
|              |                     |
| Phaeophyceae | ►                   |
|              | ►                   |

|  | Aurearenophyceae    |
|  |                     |
|  | Phaeothamniophyceae |
|  |                     |

|              | Schizocladiophyceae |
|              |                     |
| Phaeophyceae | ►                   |
|              | ►                   |

|  | Aurearenophyceae    |
|  |                     |
|  | Phaeothamniophyceae |
|  |                     |

|  | Xanthophyceae         |
|  |                       |
|  | (Chrysomerophyceae 1) |
|  |                       |

|              | Schizocladiophyceae |
|              |                     |
| Phaeophyceae | ►                   |
|              | ►                   |

|  | Aurearenophyceae    |
|  |                     |
|  | Phaeothamniophyceae |
|  |                     |

|              | Schizocladiophyceae |
|              |                     |
| Phaeophyceae | ►                   |
|              | ►                   |

|  | Aurearenophyceae    |
|  |                     |
|  | Phaeothamniophyceae |
|  |                     |

|  | Xanthophyceae         |
|  |                       |
|  | (Chrysomerophyceae 1) |
|  |                       |

|              | Schizocladiophyceae |
|              |                     |
| Phaeophyceae | ►                   |
|              | ►                   |

|  | Aurearenophyceae    |
|  |                     |
|  | Phaeothamniophyceae |
|  |                     |

|              | Schizocladiophyceae |
|              |                     |
| Phaeophyceae | ►                   |
|              | ►                   |

|  | Aurearenophyceae    |
|  |                     |
|  | Phaeothamniophyceae |
|  |                     |

|  | Xanthophyceae         |
|  |                       |
|  | (Chrysomerophyceae 1) |
|  |                       |

|              | Schizocladiophyceae |
|              |                     |
| Phaeophyceae | ►                   |
|              | ►                   |

|  | Aurearenophyceae    |
|  |                     |
|  | Phaeothamniophyceae |
|  |                     |

|              | Schizocladiophyceae |
|              |                     |
| Phaeophyceae | ►                   |
|              | ►                   |

|  | Aurearenophyceae    |
|  |                     |
|  | Phaeothamniophyceae |
|  |                     |

|  | Xanthophyceae         |
|  |                       |
|  | (Chrysomerophyceae 1) |
|  |                       |

|              | Schizocladiophyceae |
|              |                     |
| Phaeophyceae | ►                   |
|              | ►                   |

|  | Aurearenophyceae    |
|  |                     |
|  | Phaeothamniophyceae |
|  |                     |

|              | Schizocladiophyceae |
|              |                     |
| Phaeophyceae | ►                   |
|              | ►                   |

|  | Aurearenophyceae    |
|  |                     |
|  | Phaeothamniophyceae |
|  |                     |

|  | Xanthophyceae         |
|  |                       |
|  | (Chrysomerophyceae 1) |
|  |                       |

|              | Schizocladiophyceae |
|              |                     |
| Phaeophyceae | ►                   |
|              | ►                   |

|  | Aurearenophyceae    |
|  |                     |
|  | Phaeothamniophyceae |
|  |                     |

|              | Schizocladiophyceae |
|              |                     |
| Phaeophyceae | ►                   |
|              | ►                   |

|  | Aurearenophyceae    |
|  |                     |
|  | Phaeothamniophyceae |
|  |                     |

|  | Xanthophyceae         |
|  |                       |
|  | (Chrysomerophyceae 1) |
|  |                       |